# 小清水亜美
小清水 亜美（こしみず あみ、1986年2月15日 - ）は、日本の声優、舞台女優、歌手。オフィス リスタート所属。東京都国分寺市出身。
代表作は『明日のナージャ』（ナージャ・アップルフィールド）、『交響詩篇エウレカセブン』（アネモネ）、『狼と香辛料』（ホロ）、『スイートプリキュア♪』（北条響 / キュアメロディ）などがある。

## 来歴

### 生い立ち
小さい頃は、興味があることには集中力を発揮する子供だったという。その代わり、算数の計算式など興味のないことは全くやる気がなかったようで、勉強はあまり得意ではなかった。
子供時代は水泳、ピアノ、ダンス、習字、スキー、スケートなど色々な習い事をしており、中でも習字は好きだったが、ピアノ、そろばんにはあまり興味を持たず、それらはすぐにやめてしまったという。また、自分の中に目標を設定して、クリアできたら満足してやめてしまう、という面もあった。例えば、水泳であれば、クロール、平泳ぎ、背泳ぎ、バタフライの4種目は完璧に25メートルは泳げるようになったことで満足してしまい、距離とタイムを競う世界に入る前にパッとやめてしまった。スキーについては始めにリフトを使わずに自力である程度のところまで上って滑るという練習を何度も繰り返しており、当初「上級者コースで滑りたい」という目標があったが、ボーゲンが出来るようになったところで満足してしまい、結局は足を揃えて滑ることなくやめてしまったという。

### キャリア

#### 舞台女優として
12歳のときに劇団若草に入団。学芸会では芝居をしたり、役に合わせた衣装、小物を考えたり、皆でひとつのモノを創り上げるという空気が楽しかったという。学芸会で一番印象に残った役は小学4年生の時の『アリババと40人の盗賊』の盗賊役。しかし中学校には学芸会はなく、小学校を卒業したら「そんな機会がなくなってしまう」と心配していた。その様子を見ていた祖母に「劇団」について教えてもらい、劇団若草の団員募集のチラシも持ってきてくれたという。一方、母は乗り気ではなく、それまでの態度から「入団したとしても続かないんじゃないか、もし続いたとしても受験に影響が出るのではないか」と複雑な気持ちでいたようだったという。一緒に暮らしていた祖母が応援してくれたおかげで、「入団オーディションを受けるだけ受けてもいい」という流れになった。母は「絶対、受からないだろう」と思っていたそうで、「自分で電話をして、申し込むならいいよ」と言われて小学生ながらに初めて知らない人物と電話をし、資料を取り寄せ、オーディションを受けて合格することができたという。元々人と話すのはあまり得意ではなく、入団の申込みの電話も、勇気を振り絞っていたという。
劇団入団後は、友人が増え、大人との会話の仕方も学ばせてくれたが、芝居を練習しているだけではなく、一種の社会勉強をさせてくれた部分があり、何もかもが楽しかったという。また人前で声を出す経験を積めたのも大きく、授業では皆の前で発声練習をしたり、他にも色々と人前で声を出す機会があり、「人間にはここまでの声が出せるんだ」ということを経験を通じて知った。劇団に入っていなかったら、日常会話で遠くにいる人を呼んだりもできないタイプだったといい、芝居を学んだだけではなく、もし仮に役者の仕事をその後していなかったとしても、物事を劇団若草では教えてもらったと語る。
一方、レッスンでは、舞台、芝居の稽古、ダンスなどがあったが、「できなくて悔しい」、「もっとがんばらなくちゃ」という気持ちが芽生えたことが一番の収穫だったと語る。
興味があることに関しては、頑張ればある程度のレベルには到達することができた。しかし芝居に関しては上を見ればきりがなく、目の前にあることを全力で取り組んでいくことしかできなかったという。劇団には幼い時からレッスンを受けていた人物がたくさんおり、同じ年齢だと一緒のクラスになるため、基礎力の差がハッキリと分かることから悔しかったという。しかし後から始めたことから「できなくても当たり前」と言い訳するのも悔しく練習を重ねて行くしかなかったという。
早口言葉、朗読でも色々な場面で差を感じることがあり、一番実感したのは芝居の掛け合い。上手い人物との掛け合いではできない部分が目立ち、恥ずかしいことで何度も悔しい思いをしていたという。
身近な先輩、友人など上手い人物を見て「彼女に追いつきたい」と思っていたという。同劇団に所属し、上のクラスだった平田真菜とは入団した頃にしばらくの間先輩としてクラスに来てくれたのが知り合うきっかけであった。平田の演技は飛びぬけており、目の当たりにして思ったことは「彼女と同じクラスに行きたい」「一緒に芝居をしたい」だったという。
劇団に入団してからは見るものが変わっていき、基礎を積み重ねていくと「こんな芝居ができるようになるんだ」と輪をかけて追いつきたい人物が近くにいて、目の当たりにしており、芝居の魅力にのめり込んで行ったという。
ミュージカルに出演していた舞台女優、テレビドラマで活躍していた女優しか知らず、小清水がくれていた仕事は同劇団の舞台に出演、雑誌『ニコラ』のラジオCMに出演など、テレビドラマ『3年B組金八先生』、映画『バトル・ロワイアル』のオーディションを受けるという活動で、その後はジュニアモデルとしてデビューし、女優へのチャンスをつかめばいいと思っていた。

#### 声優として
当時は職業としての声優は無知だったが、中学3年生の頃、見かねていたマネージャーが、「声の仕事って、興味ある？」と声をかけてくれたこと、劇団の先輩飯塚雅弓が小清水が当時観ていたテレビアニメ『ポケットモンスター』でカスミ役を演じていたことを説明をしていたことで、飯塚雅弓のライブを見に行って、感激して声優を志すようになる。劇団若草の出身者に声優業界でも水島裕もいたが、入団時は無知で、祖母にも理由を聞いたところ、偶々郵便ポストに入っていたチラシを持ってきただけだったという。中学3年生の時に、「役者としてやっていきたい」と腹を括ったという。高校は通信制の学校を選んだが、当時は家の事情もあり、いつまでも夢を追いかけてはいられないという現実があったという。母を「高校の間に何とか自分の道を探す。見つからなければ、スッパリやめて大学に行って就職する」と説得していたという。職業としての声優は役者冥利につきる仕事だと感じて、事務所に「声優のオーディションを受けたいです」とお願いしていたという。
数は多くなかったが、声の仕事のオーデイションを受けさせてもらえることになったため、まずは自分なりに永井一郎の著書を読んだり、劇団の先生たちに「声だけで芝居するって、どういうことですか!?」と聞いてリサーチしたり勉強したりしていた。同じ授業を受けていた同世代の同級生にアニメオタクがおり、その同級生に「どういうアニメを見ると勉強になると思う？」と聞くと、『鎧伝サムライトルーパー』を勧めてくれた。その当時リアルタイムでオンエアしているものは自力で見られることから、そうではないものを聞いたこともあり、『聖闘士星矢』、『ヴァイスクロイツ』といったものも教えてくれた。『ヴァイスクロイツ』は、アニメは見てないが、ドラマCDと歌のCDを貸してもらった。他には飯塚が出演していた『ハーメルンのバイオリン弾き』、『魔術士オーフェンはぐれ旅』も教えてもらったという。
初めての声優のオーディションは『朝霧の巫女』だった。2003年、『明日のナージャ』のナージャ・アップルフィールド役のオーディションに合格し、主演での声優デビューを果たした。それまでにも色々なオーディションを受けていたが、全部テープオーディションの段階で落ちており、初めてスタジオオーディションに通ったという。劇団若草からスタジオオーディションに参加していた人物が2人ぐらいおり、受かるわけがないと待ち時間にロビーで皆で騒いだりしていた。おかげであまり緊張せずにスタジオに入れたが、何回か録り直しをしたため「たぶんダメだろうな」と感じたという。後日、学校の休み時間に合格の連絡を受け取った時は驚き、事務所側も本命は別の人物と考えていたようで、スタッフも驚いていたという。その時の心境は、驚きすぎて「合格した」と聞いても、「……はぁ」と言うのが精一杯であったという。
声優歴が全くなく、当初は恐縮していたところ、プロデューサーの関弘美に「経歴がまっさらだからこそ、一生ずっとナージャをデビュー作と言える、ナージャが（小清水さんの）声優としての経歴のトップに書かれる」と話をもらっていた。その時は責任も感じ、『ナージャ』を背負って声優活動をすることになることから、「恩を返せるように、ナージャに選んでいただいたことに恥じないように声優業をやっていかなければならない」と思っていた。当時は学生だったため、プロ意識を持っていたわけでもないが、ふんどしを締めるような気持ちになり、その言葉を20年間忘れたことはないという。
小清水に決めた経緯は関によると日曜朝の枠でデビューすると、1年間にわたって仕事があり、名前を売るのにいいという認識があったようで、オーディションにはたくさんの人物が押しよせてきた。事務所によっては20人くらい参加するところもあったが、「多すぎて困ってしまう」と思ったため、「人数を絞ってオーディションに参加してください」とお願いしていた。その時は参加者がベテランばかりになり、求めているフレッシュさやはつらつとした若さを感じる声は少なく、オーディションが難航していた。そんな中、当時の小清水はオーディションに来ていた人物達の中で一番はつらつとした若さを感じる声だった。はつらつとしたというのがポイントで、声質や話し方が現代に通じる若さがあり、圧倒的な魅力だった。声を聞いていたところ、ナージャ役としてほとんど即決状態で、「これから扉を開けて、知らない世界へ出ていくんだ！」という感じは、小清水が圧倒的だった。
前述の通り、アフレコ経験が全くなかったため、東映アニメーションの厚意で前番組の『おジャ魔女どれみドッカ〜ン!』の収録を見学させてもらいつつ準備をしていた。『明日のナージャ』の本編の収録は12月末か、1月からスタートしたように記憶しているという。
声優の養成所に行っておらず、職業としての声優の訓練を一切受けておらず、マイク前が初めてで無知だった。舞台のことしか知らなかったことから、「台本は暗記するものだし、台本を持って本番に臨まない」と思っていたり、迷惑ばかりかけていた。はじめの半年間は、毎日、家に帰ると「ウワー」と泣いてしまった。印象に残っているのが、関に「ナージャ役に決まったと聞いてどうして決めてもらったのか」と聞いていたところ、「後ろ姿のO脚な感じがナージャに似てた」と言われた。関によると当時の小清水は高校の制服を着てオーディションを受けており、見た目が新鮮でスカートから見える脚の形がナージャそのものだったという。このことを小清水は「アフレコの基礎が1mmもない人間が、いろんな縁やきっかけでナージャ役に繋がったこと、本当に運命の扉を開いていただいたんだな」と今でも感じているという。
キャリアが5年になったタイミング、10年になったタイミングで、あとから理解できた教えも多かった。当時はリタ役の大谷育江に台本のチェックの仕方、台本の何を大事にするのかといった基礎を教わったり、おばば役の京田尚子には言葉のセンテンスを教わった。「お母さん」という台詞がたくさん出てくるが、無意識にアクセントが後ろになり、アクセントをしっかり考えることも教わった。その時、京田から「今すぐできろとは言わない。覚えておいていずれできるようになる。そのときにあのとき言われたことはこうだったのかと思い出してほしい」と言ってくれていた。滑舌の悪いところ、なまっている部分などまで、全部指摘してくれたため、台本の空いている部分に必死にメモをとっていた。家に帰ってからも、指摘してくれた部分をひとつひとつ見直して、自分ができないことを自覚する作業からはじめていた。芝居は下手だが、感情表現はもちろん、滑舌、アクセント、声を出すこと、声を出す距離感を「クリアできるようにしよう」と思いながら、1年間は、必死であった。5年後、10年後に「あぁ……。あのとき言われていたことの、本当の意味が、やっとわかった……」と理解できたという。アルベール役の山崎たくみには、業界用語、台本に出る漢字の読み方などをプリントにまとめてテストにしてくれたりしていた。
1年かけて、役者たちから、お金を払い、教えてくれるようなことを、無料で、プロの現場で、いちから教えてくれたわけであった。デビュー後には、「消えるわけにいかない！」という思いがあり、声の芝居の面白さを肌で感じていた1年だったことから、「自分がもちろん努力をして、才能がなかったのであれば仕方ないけど、努力をしないで消えるわけにはいかない。ちゃんと残っていくことが、せめてもの恩返しになれば……」という気持ちで、声優でいられていると語る。この1年は小清水にとって大きな大きな財産と述べている。
フランシスとキースのオーディションの際に、ナージャ役として声のバランス、年齢感を見るために実施した掛け合いのオーディションで参加させていた。オーディション終わった後に関から「どの人が一番心ときめいた？」と聞かれ、答えたのが斎賀みつきだった。その時のスタッフとしても斎賀がいいと思っていたが、斎賀は女性で、ナージャにとってときめくかはとても重要なため、意見を聞かれていた。その後の他の作品でも斎賀とは何度も共演させてもらっているが、どの現場で会っても斎賀は永遠の王子様で「声優人生が終わるまで運命の王子様だ」と思っており、フランシスとキースについては20年経ってもどっちも選べないという。
『明日のナージャ』で主役を演じさせてくれたことは凄く大きかったと語り、その後も順調に仕事をしており、オーディションもたくさん受けていた。10代の終わり頃からオーディションで役に決めてくれることが増えたという。
青森山田高校広域通信制課程卒業。2005年より八重垣事務所（劇団若草系列の芸能事務所）所属となり、『スクールランブル』（塚本天満役）、『おねがいマイメロディ』（桜塚美紀役）、『交響詩篇エウレカセブン』（アネモネ役）などで経歴を重ねる。『スクールランブル』の塚本天満役を演じていた時もまだまだ精神的にはキツく音響監督に厳しいことをたくさん言われており、すごく悔しい思いもしていた。悔しいのは言われたことではなく、自分ができないことであり、スタジオ内で何度も泣きそうになった。その時に「ここで泣いたら負けだ」、「私ができないから、厳しく言われるんだ」と思い、歯を食いしばってがんばっていたという。
初めてのゲームの仕事は『テイルズ オブ レジェンディア』。
2007年春に八重垣事務所を退所し、フリー期間を経て11月15日からぷろだくしょんバオバブ所属となる。同年、『コードギアス 反逆のルルーシュ』の紅月カレン役で第1回声優アワードサブキャラクター賞女優部門を受賞。2011年には『スイートプリキュア♪』（北条響/キュアメロディ役）にて、デビュー作以来2度目の朝日放送（現・朝日放送テレビ）制作日曜8:30 - 9:00枠の主演となった。

### 現在まで
2011年9月30日、4年間所属していたぷろだくしょんバオバブを退所、同年10月1日よりアクセルワンに所属。
2018年2月28日、アクセルワンを退所し、フリーとして活動。
2022年1月6日、自身が立ち上げた声優事務所オフィス リスタート所属となったことを発表。

## 人物
特色
役柄としては、幼女から大人の女性、正統派ヒロインから少年まで幅広い声を演じ分けている。
月曜日から金曜日まで朝と夜のアフレコの枠が全てレギュラーの仕事で埋まり、土日はイベントがあり、時には3か月に1日しか休みがない状態になり、日々の睡眠時間も3時間ぐらいしかなくなった。それもあり、『交響詩篇エウレカセブン』の収録期間に、声優になってから初めて喉を潰していた。元々喉が強く、叫んでも潰れない自信があったが、初めて、喉のケアなど、睡眠が足りないことで起こる蓄積疲労を意識していた。痛い思いをしながら、仕事のやり方を覚えていく時期だったと語るが、喉の限界を知ったからこそ、逆に怖がらず壊せるようになった。一晩寝たら治るライン、二晩は元の声になるまでにかかるラインの見極めが出来るようになり、芝居の必要に応じ、壊すことも出来るようになった。追い詰められてギリギリな感覚を音にするため、「そうするのがベストだ」と思ったらするしかなかったという。
交流
三瓶由布子は劇団若草の二期先輩で親友。先に声優業を行っていた三瓶に対し、「絶対に追いつくから」「いっしょに出る」と言い続けていた。2009年12月より正式にユニット「±（ぷら）ふぃに」を結成した。また、公式ブログでアクセルワンへの移籍を報告する際、三瓶との連名という形をとった。
趣味・嗜好
趣味・スポーツは犬の耳の中の毛を抜く、麻雀、ネイルアート、イラストを書く、ぼーっとする、カラオケ、プリクラ、スキー、水泳。特技は日本舞踊。家族が神道のため、神社を好いている。時間が空くとふらふら入ってしまうという。
プリキュアシリーズ
2011年に『スイートプリキュア♪』の主人公、北条響（キュアメロディ）役を演じている。放送開始直後の読売新聞夕刊のコラム「すてき家族」で小清水本人が単独で特集され、インタビュアーの鈴木美潮に自身の妹とのエピソードなど家族をテーマに語っている。
2007年に親友の三瓶が『Yes!プリキュア5』の夢原のぞみ（キュアドリーム）役に抜擢されると、2010年に水沢史絵が『ハートキャッチプリキュア!』の来海えりか（キュアマリン）役、翌2011年には小清水が響役に抜擢されたことで3人ともプリキュアシリーズにおける戦士役の声優となり、クロスオーバー作品『映画 プリキュアオールスターズDX3 未来にとどけ! 世界をつなぐ☆虹色の花』では3人で共演した。
『吉田仁美のプリキュアラジオ キュアキュア♡プリティ』、映画の舞台挨拶や雑誌記事、プリキュアオールスターズDX3部作BD-BOX収録の座談会などで、響と南野奏（キュアリズム）及び小清水自身と奏役の折笠富美子の関係について、「夫婦のような関係」（さらに黒川エレン〈キュアビート、豊口めぐみ〉や調辺アコ〈キュアミューズ、大久保瑠美〉を含めて「家族」）と例えることがある。
『美少女戦士セーラームーン』を見ていたことから三石琴乃のファンであったが、『スイートプリキュア♪』で共演していた際には、ファンである思いを前面に出してはいけないと、1年間気持ちを押し殺して収録を行い、全話終了後にようやく三石に思いの丈を伝えられたという。その後2014年にセーラームーンのリメイク版である『美少女戦士セーラームーンCrystal』で木野まこと（セーラージュピター）役を担当し、再び三石と共演することとなった。三石がセーラームーンを演じる姿を見た際は、「私のハミィ（『スイートプリキュア♪』で三石が演じた妖精）が…!セーラームーンに…!」と興奮していたとのこと。
家族
小清水が子供だった頃、我が家のテレビのチャンネル権は、すべて父にあった。日曜日になると、「別に子供たちが観たい」と言っているわけでもないが、小清水が1994年の『マクロス7』を見て、無邪気に喜んでいた。その後、小清水は「あれは子供のためではなく……父の趣味のチョイスだったのでは?」と思ったという。オタク趣味があった父は事情があり、家族と離れて暮らし、死去するまで話題に上がることは少なかった。父の死後、父の部屋の郵便受けに通販サイトからの郵便物があり、相続手続きのうえで開ける必要があったため開けたところ、小清水が出演しているわけでもなかった3冊の「異世界転生もの」の漫画が入っており、「触れてはいけないところなんだろうな」という気持ちがあった。父は『スタートレック』が好きで、エンタープライズ号のプラモデルが部屋に飾っていたという。
妹がいる。
その他
中学2年生の夏休みの約1か月少しで、身長が160cmを超えていたため子役として役がもらえないことに悩んだ時期があった。当時は身長が15cm伸びてしまい、それまで150cm少ししかなかった。また「もうこのまま芝居ができないかも……やれたとしても、役が限られるかも……」と怖く、色々な役が演じたく、「終わらない学芸会」を目指して役者の道に飛び込むが、「できないのかも」と挫折を味わっていたという。それでも芝居がしたいと考え、声優なら幅広く演じられると思ったことも声優になるきっかけとなっている。

## 出演
太字はメインキャラクター。

### テレビアニメ
2003年
- 明日のナージャ（2003年 - 2004年、ナージャ・アップルフィールド）
- GUNSLINGER GIRL（クラエス）

2004年
- ふたりはプリキュア（2004年 - 2005年、越野夏子） - 2シリーズ
- おじゃる丸（クラウディア）
- スウィート・ヴァレリアン（カノコ）
- スクールランブル（2004年 - 2006年、塚本天満、黄清水あみ / ドジビロンイエロー） - 2シリーズ
- 光と水のダフネ（花岡ゆかり）
- 双恋（一条菫子）

2005年
- IGPX（ユリ・ジンノ）
- おねがいマイメロディ（2005年 - 2007年、桜塚美紀） - 3シリーズ
- Canvas2 〜虹色のスケッチ〜（女子生徒）
- 交響詩篇エウレカセブン（アネモネ）
- フタコイ オルタナティブ（一条菫子）
- BLOOD+（謝花真央）
- ポケットモンスター アドバンスジェネレーション（モモコ）
- 舞-乙HiME（ニナ・ウォン）
- LOVELESS（明神愛）
- ロックマンエグゼStream（メイドC）

2006年
- あさっての方向。（汐崎琴美）
- 神様家族（テンコ）
- Gift 〜eternal rainbow〜（神代縁）
- くじびき♥アンバランス（律子・キューベル・ケッテンクラート）
- コードギアス 反逆のルルーシュ（2006年 - 2008年、カレン・シュタットフェルト〈紅月カレン〉、井上直美） - 2シリーズ
- シムーン（パライエッタ）
- DEATH NOTE（ユリ）
- 蟲師（イサザ〈少年時代〉）
- 無敵看板娘（神無月めぐみ）
- LEMON ANGEL PROJECT（結城早夜）

2007年
- アイドルマスター XENOGLOSSIA（高槻やよい）
- 機神大戦ギガンティック・フォーミュラ（エヴィータ・ランベルト）
- げんしけん2（律子・キューベル・ケッテンクラート）
- スケッチブック 〜full color's〜（神谷朝霞）
- sola（佐倉紗絵、少年）
- ヒロイック・エイジ（ユティ・ラー）
- Myself ; Yourself（八代菜々香）
- キミキス pure rouge（2007年 - 2008年、星乃結美）

2008年
- H2O -FOOTPRINTS IN THE SAND-（弘瀬琢磨）
- 狼と香辛料（2008年 - 2009年、ホロ） - 2シリーズ
- ゴルゴ13（アン）
- ストライクウィッチーズ（2008年 - 2020年、シャーロット・E・イェーガー） - 3シリーズ
- S・A〜スペシャル・エー〜（雑賀千歳、少年時代の八尋）
- テレパシー少女 蘭（おらん）
- ひだまりスケッチ シリーズ（2008年 - 2010年、みさとセンパイ） - 2シリーズ
- まかでみ・WAっしょい!（羽瀬川拓人）
- 名探偵コナン（2008年 - 2024年、上原由衣）
- モノクローム・ファクター（浅村麻結）

2009年
- アラド戦記〜スラップアップパーティー〜（ブリーズ）
- うみねこのなく頃に（右代宮楼座）
- 源氏物語千年紀 Genji（夕顔）
- 鋼殻のレギオス（シャンテ・ライテ）
- 咲-Saki-（2009年 - 2014年、原村和） - 3シリーズ
- GA 芸術科アートデザインクラス（水渕〈ぶちさん〉）
- シュガーバニーズ フルール（リディ）
- 絶対可憐チルドレン（ドリー）
- 宙のまにまに（琴塚文江）
- 宇宙をかける少女（ミンタオ）
- ティアーズ・トゥ・ティアラ（リムリス）
- テガミバチ（2009年 - 2011年、アリア・リンク） - 2シリーズ
- 夏のあらし! 〜春夏冬中〜（梅屋敷）
- Phantom 〜Requiem for the Phantom〜（藤枝美緒）
- マリア様がみてる 4thシーズン（細川可南子）
- ミラクル☆トレイン〜大江戸線へようこそ〜（小暮真琴）

2010年
- おまもりひまり（野井原緋鞠）
- れでぃ×ばと!（四季鏡早苗）
- クレヨンしんちゃん（2010年 - 2024年、大倉洋子、カノン）
- ぬらりひょんの孫（2010年 - 2011年、ささ美、女） - 2シリーズ
- 百花繚乱 サムライガールズ（2010年 - 2013年、シャルル・ド・ダルタニアン） - 2シリーズ
- 心霊探偵 八雲（斉藤奈緒、美樹）
- STAR DRIVER 輝きのタクト（2010年 - 2011年、ニチ・ケイト）

2011年
- 神のみぞ知るセカイII（春日楠）
- 境界線上のホライゾン（2011年 - 2012年、浅間・智） - 2シリーズ
- 銀魂'（御高井鞘花）
- スイートプリキュア♪（2011年 - 2012年、北条響 / キュアメロディ）
- スター・ウォーズ/クローン・ウォーズ（ラゴス）
- ダンタリアンの書架（フランベルジュ）
- DOG DAYS（2011年 - 2015年、レオンミシェリ・ガレット・デ・ロワ、子狐） - 3シリーズ
- にゃんぱいあ The Animation（にゃんぱいあ）
- フリージング（イングリッド＝バーンシュタイン）
- Persona4 the ANIMATION（2011年 - 2014年、天城雪子） - 2シリーズ
- Rio RainbowGate!（イリーナ）

2012年
- 機動戦士ガンダムAGE（アリーサ・ガンヘイル）
- この中に1人、妹がいる!（水谷衣楠）
- これはゾンビですか? オブ・ザ・デッド（ネグレリア・ネビロス）
- 戦国コレクション（風魔小太郎）
- 黄昏乙女×アムネジア（桐島有子）
- 男子高校生の日常（ヨシタケ姉）
- はぐれ勇者の鬼畜美学（ルーティエ）
- 氷菓（山西みどり）
- ファイ・ブレイン 神のパズル（ロッテ）
- めだかボックス（呼子笛）
- ヨルムンガンド（ショコラーデ）

2013年
- キルラキル（纏流子）
- ぎんぎつね（船橋日輪子）
- 生徒会の一存 Lv.2（松原飛鳥）
- DEVIL SURVIVOR2 the ANIMATION（ヒナコ〈九条緋那子〉）
- とある科学の超電磁砲 シリーズ（2013年 - 2020年、麦野沈利） - 2シリーズ
- 八犬伝―東方八犬異聞―（弥奈姫）
- ハヤテのごとく! Cuties（集マネジャー）
- まおゆう魔王勇者（魔王）
- やはり俺の青春ラブコメはまちがっている。（2013年 - 2020年、川崎沙希） - 3シリーズ
- よんでますよ、アザゼルさん。Z（花崎まゆ）

2014年
- エスカ&ロジーのアトリエ 〜黄昏の空の錬金術士〜（リンカ）
- クロスアンジュ 天使と竜の輪舞（エルシャ）
- 戦国BASARA Judge End（鶴姫）
- ソウルイーターノット!（シャウラ・ゴーゴン）
- 中二病でも恋がしたい!戀（十九川菜摘〈偽モリサマー〉）
- ディーふらぐ!（大沢南）
- ハピネスチャージプリキュア!（キュアメロディ）
- ハマトラ（幼いアート） - 2シリーズ
- Fate/kaleid liner プリズマ☆イリヤ シリーズ（2014年 - 2015年、カレン・オルテンシア） - 2シリーズ
- ブラック・ブレット（司馬未織）

2015年
- VENUS PROJECT -CLIMAX-（中尉）
- ガンダム Gのレコンギスタ（クン・スーン）
- GANGSTA.（コンスタンス・ラヴォー）
- 純情ロマンチカ3（原田）
- それが声優!（集さん）
- 干物妹!うまるちゃん（2015年 - 2017年、叶課長 / 金剛叶） - 2シリーズ
- 監獄学園（竹ノ宮ケイト）
- ユリ熊嵐（百合川このみ / メカこのみ）

2016年
- あんハピ♪（鷺宮先生）
- 境界のRINNE（ラン子）
- GATE 自衛隊 彼の地にて、斯く戦えり（テューレ）
- SERVAMP-サーヴァンプ-（憤怒）
- ジョーカー・ゲーム（エレン・プライス）
- 侍霊演武:将星乱（鳳牙）
- ダンガンロンパ3 -The End of 希望ヶ峰学園- 絶望編（澪田唯吹）
- ダンガンロンパ3 -The End of 希望ヶ峰学園- 希望編（澪田唯吹）
- D.Gray-man HALLOW（ミランダ・ロットー）
- ディバインゲート（イフリート）
- 美少女戦士セーラームーンCrystal Season III（木野まこと / セーラージュピター）
- 文豪ストレイドッグス（2016年 - 2019年、尾崎紅葉） - 2シリーズ
- マクロスΔ（美雲・ギンヌメール）
- 無彩限のファントム・ワールド（北島亜弓）
- ラグナストライクエンジェルズ（エレノア・ソノダ）

2017年
- テイルズ オブ ゼスティリア ザ クロス（アン・フィル）
- ポケットモンスター サン&ムーン（ノア）
- 政宗くんのリベンジ（2017年 - 2023年、由井崎翠） - 2シリーズ
- アリスと蔵六（一条雫）
- トミカハイパーレスキュー ドライブヘッド 機動救急警察（新門めぐみ）
- 銀の墓守り（2017年 - 2018年、ツインスター） - 2シリーズ
- エロマンガ先生（ホロ）
- サクラダリセット（宇川紗々音）
- ひとりじめマイヒーロー（宝城彩香）
- コンビニカレシ（糸川希未）
- 僕のヒーローアカデミア（2017年 - 2024年、シリウス） - 3シリーズ
- 遊☆戯☆王VRAINS（2017年 - 2019年、滝響子/バイラ）
- 牙狼〈GARO〉-VANISHING LINE-（2017年 - 2018年、ジーナ）
- つうかあ（ベティ・バーチャル）

2018年
- ダーリン・イン・ザ・フランキス（ナオミ、ヒロ〈幼少期〉）
- オーバーロード シリーズ（2018年 - 2022年、ラキュース・アルベイン・デイル・アインドラ） - 2シリーズ
- 刀使ノ巫女（相楽結月）
- 弱虫ペダル GLORY LINE（新開隼人〈幼少時代〉）
- 鹿楓堂よついろ日和（犬飼菊子）
- ゾイドワイルド（2018年 - 2019年、ソース、ヨウカン）
- イナズマイレブン アレスの天秤（たぬき / 狸ヶ原ぽん子）
- ムヒョとロージーの魔法律相談事務所（2018年 - 2020年、古谷、ビコの弟子、リッカ） - 2シリーズ
- あかねさす少女（七瀬奈々）
- 学園BASARA（鶴姫）
- とある魔術の禁書目録III（2018年 - 2019年、麦野沈利）

2019年
- 私に天使が舞い降りた!（星野千鶴）
- ぱすてるメモリーズ（女の子A）
- 臨死!!江古田ちゃん（江古田ちゃん〈第9話〉）
- バミューダトライアングル 〜カラフル・パストラーレ〜（カメラマン）
- ストライクウィッチーズ 501部隊発進しますっ! / ワールドウィッチーズ発進しますっ!（2019年 - 2021年、シャーロット・E・イェーガー） - 2シリーズ
- 鬼滅の刃（蜘蛛の鬼〈母〉）
- アズールレーン（2019年 - 2020年、扶桑、山城）
- おちゃめなシモン（お母さん、おばあちゃん）

2020年
- プリンセスコネクト!Re:Dive（2020年 - 2022年、シオリ） - 2シリーズ
- 魔王学院の不適合者 〜史上最強の魔王の始祖、転生して子孫たちの学校へ通う〜（2020年 - 2024年、エミリア・ルードウェル） - 3シリーズ
- 放課後ていぼう日誌（小谷さやか）
- いわかける! - Sport Climbing Girls -（藤村あすか）
- キミと僕の最後の戦場、あるいは世界が始まる聖戦（2020年 - 2025年、シャノロッテ・グレゴリー） - 2シリーズ

2021年
- バック・アロウ（フィーネ・フォルテ）
- 文豪ストレイドッグス わん!（尾崎紅葉）
- キラッとプリ☆チャン（コンクリ糸満）
- カノジョも彼女（咲の母）
- ワッチャプリマジ!（2021年 - 2022年、陽比野いわう）
- キミとフィットボクシング（ソフィ）
- Deep Insanity THE LOST CHILD（ヴェーラ・ルスタモワ）
- 異世界食堂2（カミラ）
- 進化の実〜知らないうちに勝ち組人生〜（2021年 - 2023年、アングレア） - 2シリーズ

2022年
- ドールズフロントライン（Gr G36）
- BIRDIE WING -Golf Girls' Story-（2022年 - 2023年、新庄雨音） - 2シリーズ
- じゃんたま PONG☆（八木唯）
- 真・一騎当千（新免武蔵）
- リコリス・リコイル（中原ミズキ）
- RWBY 氷雪帝国（ヤン・シャオロン）
- 新米錬金術師の店舗経営（マリア）
- 転生したら剣でした（アマンダ）

2023年
- 痛いのは嫌なので防御力に極振りしたいと思います。2（新人秘書、ベル）
- ツルネ -つながりの一射-（小野木美波、小学生海斗）
- The Legend of Heroes 閃の軌跡 Northern War（クレア・リーヴェルト）
- 江戸前エルフ（エルダ）
- おしりたんてい（チキ・チータ）
- 異世界ワンターンキル姉さん 〜姉同伴の異世界生活はじめました〜（キルマリア）
- 彼女が公爵邸に行った理由（エンスリー）
- 神無き世界のカミサマ活動（ガイア）
- ひろがるスカイ!プリキュア（キュアメロディ）
- Lv1魔王とワンルーム勇者（ユリア）
- 好きな子がめがねを忘れた（小村くんの母）
- 実は俺、最強でした?（イリスフィリア）
- 盾の勇者の成り上がり（2023年 - 2025年、サディナ〈ナディア〉） - 2シリーズ
- 薬屋のひとりごと（2023年 - 2025年、白鈴） - 2シリーズ
- アークナイツ（2023年 - 2025年、レッド） - 2シリーズ
- ドッグシグナル（2023年 - 2024年、小塚さん）

2024年
- SHAMAN KING FLOWERS（麻倉路菓）
- 月が導く異世界道中 第二幕（ナバール・ポーラー）
- 30歳まで童貞だと魔法使いになれるらしい（藤崎希）
- 月刊モー想科学（リヤ）
- シャングリラ・フロンティア（2024年 - 2025年、継久理創世） - 2シリーズ
- 神は遊戯に飢えている。（ミランダ）
- 狼と香辛料 MERCHANT MEETS THE WISE WOLF（ホロ）
- 声優ラジオのウラオモテ（加賀崎りんご）
- この素晴らしい世界に祝福を!3（安楽少女）
- ハズレ枠の【状態異常スキル】で最強になった俺がすべてを蹂躙するまで（ヴィシス）
- じゃんたま カン!!（八木唯）
- シャドウバースF（幼いウルフラム）
- ばいばい、アース（2024年 - 2025年、ベネディクティン） - 2シリーズ
- 夜桜さんちの大作戦（アカイ）
- 杖と剣のウィストリア（エリザ・ノスフェラート）
- 結婚するって、本当ですか（黒川麻子）
- 株式会社マジルミエ（長谷川）
- 鴨乃橋ロンの禁断推理（三橋）
- BLEACH 千年血戦篇-相剋譚-（花天）
- るろうに剣心 -明治剣客浪漫譚- 京都動乱（皐月、タマ）

2025年
- メダリスト（結束のぞみ）
- グリザイア:ファントムトリガー（蒼井碧）
- 誰ソ彼ホテル（メリケン女 / 武藤あかり）
- 花は咲く、修羅の如く（弧 / 夜野終里）
- BEYBLADE X（白星オメガ）
- アラフォー男の異世界通販（アマランサス）
- 妖怪学校の先生はじめました!（入道蓮華）
- 未ル わたしのみらい（こなつ姉さん）
- 鬼人幻燈抄（美夜香の母）
- ウィッチウォッチ（白藤仄）
- 野生のラスボスが現れた!（ルファス・マファール）
- 機械じかけのマリー（マリー2）

2026年
- 転生したらドラゴンの卵だった（神の声）

時期未定
- 魔法少女育成計画 restart（アカネ）

### 劇場アニメ
2008年
- HELLS ANGELS（キキ）

2009年
- 交響詩篇エウレカセブン ポケットが虹でいっぱい（アネモネ）
- 仏陀再誕-The REBIRTH of BUDDHA（天河小夜子）
- 名探偵コナン 漆黒の追跡者（上原由衣）

2011年
- プリキュアシリーズ（2011年 - 2023年、北条響 / キュアメロディ） - 8作品

2012年
- しらんぷり（ヤラガセ）
- ストライクウィッチーズ 劇場版（シャーロット・E・イェーガー）

2013年
- スタードライバー THE MOVIE（ニチ・ケイト）

2017年
- 夜は短し歩けよ乙女（直子さん / 黒髪の乙女の母）
- コードギアス 反逆のルルーシュ I - III（2017年 - 2018年、紅月カレン） - 3部作

2018年
- 劇場版 マジンガーZ / INFINITY（炎ジュン）
- 劇場版マクロスΔ 激情のワルキューレ（美雲・ギンヌメール）
- 映画 ドライブヘッド〜トミカハイパーレスキュー 機動救急警察〜（新門めぐみ）
- 交響詩篇エウレカセブン ハイエボリューション（2018年 - 2021年、石井・風花・アネモネ） - 2作品

2019年
- コードギアス 復活のルルーシュ（紅月カレン）
- プロメア（エリス・アルデビット）
- ストライクウィッチーズ 劇場版 501部隊発進しますっ！（シャーロット・E・イェーガー）

2021年
- 劇場版 美少女戦士セーラームーンEternal（木野まこと / セーラージュピター） - 前後編
- 劇場版マクロスΔ 絶対LIVE!!!!!!（美雲・ギンヌメール、闇雲）

2022年
- Gのレコンギスタ IV 激闘に叫ぶ愛（クン・スーン）
- 私に天使が舞い降りた! プレシャス・フレンズ（星野千鶴）

2023年
- 劇場版 美少女戦士セーラームーンCosmos（木野まこと / セーラージュピター） - 前後編

2024年
- 劇場版 BanG Dream! It's MyGO!!!!! 前編：春の陽だまり、迷い猫（要唄）

2025年
- 名探偵コナン 隻眼の残像（上原由衣）

### OVA
2005年
- スクールランブル OVA 一学期補習（塚本天満）

2007年
- マリア様がみてる 3rdシーズン（細川可南子）
- AIKa R-16:VIRGIN MISSION（皇藍華）
- コードギアス 反逆のルルーシュ DVDマガジン（カレン・シュタットフェルト）
- こはるびより（久遠）
- MURDER PRINCESS（ミラノ＝エントラシア）
- 舞-乙HiME Zwei（ニナ・ウォン）

2008年
- スクールランブル 三学期（塚本天満）
- 絶対衝激 〜PLATONIC HEART〜（大門寺笑）
- テガミバチ〜光と青の幻想夜話〜（アリア・リンク） - ジャンプスーパーアニメツアー上映作品
- ないしょのつぼみ（遠藤沙耶）
- 舞-乙HiME 0〜S.ifr〜（シフル・フラン）

2009年
- AIKa ZERO（皇藍華）
- 電波的な彼女〜幸福ゲーム〜（綾瀬一子）
- リング・オブ・ガンダム（ビューティ〈ビューティフル・メモリー〉）

2010年
- DREAM C CLUB PURE SONGS CLIPS（亜麻音）

2011年
- カーニバル・ファンタズム（カレン・オルテンシア）

2012年
- コードギアス 反逆のルルーシュ ナナリーinワンダーランド（紅月カレン）
- 史上最強の弟子ケンイチ（つかさ）※単行本46巻の特装版に付属のDVD。

2013年
- OVAの中に1人、妹がいる!（水谷衣楠）

2014年
- 姉ログ 靄子姉さんの本編を飛び出しても止まらないモノローグ（近衛靄子）
- 姉ログ（近衛靄子） - コミックス第5 - 7巻DVD付限定版
- ストライクウィッチーズ Operation Victory Arrow vol.2 エーゲ海の女神（シャーロット・E・イェーガー）
- テラフォーマーズ「バグズ2号編」（ヴィクトリア・ウッド）

2015年
- 咲日和（原村和）
- DOG DAYS"(三期)（レオンミシェリ・ガレット・デ・ロワ）

2016年
- 監獄学園（竹ノ宮ケイト） - コミックス第20巻BD付き特装版

2018年
- 政宗くんのリベンジ（由井崎翠） - 原作コミックス第10巻OAD付き特装版

2019年
- Fate/kaleid liner Prisma☆Illya プリズマ☆ファンタズム（カレン・オルテンシア）
- 私に天使が舞い降りた!（星野千鶴） - Blu-ray&DVD第3巻特典

2024年
- コードギアス 奪還のロゼ（紅月カレン）

### Webアニメ
2000年代
- ケータイ少女（2007年、美島いちる）

2010年代
- 武装中学生（2011年、名取トウコ）
- ポケモン不思議のダンジョン マグナゲートと∞迷宮 紹介SPムービー（2012年、ミジュマル）
- 美少女戦士セーラームーンCrystal（2014年 - 2015年、木野まこと / セーラージュピター） - 2シリーズ
- THE KING OF FIGHTERS:DESTINY（2017年、不知火舞、ロック・ハワード〈幼少期〉）
- DEVILMAN crybaby（2018年、ミーコ）
- B: The Beginning（2018年 - 2021年、吉永カエラ） - 2シリーズ
- Dot Bit Retro - ぼくだけのクソゲー（2018年、タルト）
- ソードガイ The Animation（2018年、エリカ）

2020年代
- 極主夫道（2021年、虎春）
- 〈物語〉シリーズ オフ&モンスターシーズン（2024年、樟脳水戸乃）
- 『リコリス・リコイル』Friends are thieves of time.（2025年、中原ミズキ）
- キャッツ・アイ（2025年、来生泪）

### ゲーム
2004年
- 双恋 -フタコイ-（一条菫子）

2005年
- ケータイ少女（美島いちる）
- スクールランブル 姉さん事件です!（塚本天満）
- スクールランブル ねる娘は育つ（塚本天満）
- テイルズ オブ レジェンディア（フェニモール・ゼルヘス、テューラ・ウェルツェス）
- フタコイ オルタナティブ 恋と少女とマシンガン（一条菫子）
- 双恋島〜恋と水着のサバイバル〜（一条菫子）
- White Princess the second 〜やっぱり一途にいってもそうじゃなくてもOKなご都合主義学園恋愛アドベンチャー!!〜（藤沢姫菜）
- らき☆すた 萌えドリル（柊かがみ）

2006年
- アラド戦記（女ガンナー）
- Gift -Prism-（神代縁）
- キミキス（星乃結美）
- グラナド・エスパダ（アドリアナ、迅雷のアドリアナ）
- シールオンラインTCG（ニクキュン♪）
- スクールランブル二学期 恐怖の（?）夏合宿! 洋館に幽霊現る!? お宝を巡って真っ向勝負!!!の巻（塚本天満）
- Separate Hearts（日向ひかり）
- true tears（小笠原光里）
- ふぁいなりすと（迫井和奏）
- ファンタジーアース ゼロ（ホルデイン国 姫将軍ワドリーテ・ベルクシュタイン）
- FRAGMENTS BLUE（有田玲子）
- 舞-乙HiME 乙女舞闘史!!（ニナ・ウォン）
- ルーンファクトリー -新牧場物語-（ミスト）

2007年
- アガレスト戦記（ディシャナ）
- Another Century's Episode 3 THE FINAL（アネモネ）
- アルトネリコ2 世界に響く少女たちの創造詩（瑠珈・トゥルーリーワース）
- エルヴァンディアストーリー（エミリア）
- GALAXY ANGEL II 無限回廊の鍵
- くじびきアンバランス 会長お願いすま〜っしゅファイト☆（律子・キューベル・ケッテンクラート）
- グローランサーVI（ウェンディ）
- コードギアス 反逆のルルーシュ（カレン・シュタットフェルト）
- シムーン 異薔薇戦争 〜封印のリ・マージョン〜（パライエッタ）
- 召喚少女 〜ElementalGirl Calling〜（ルテジア）
- 真・らき☆すた 萌えドリル 〜旅立ち〜（柊かがみ）
- ゼロの使い魔 夢魔が紡ぐ夜風の幻想曲（クリスティナ・ヴァーサ・リクセル・オクセンシェルナ）
- 体感魔法少女 マジっすか!?（夢原彩葉）
- はかれなはーと 誰がために君はある?（森泉晴音）
- はかれなはーと 君がために輝きを（森泉晴音）
- フェイト/タイガーころしあむ（カレン・オルテンシア）
- Myself ; Yourself（八代菜々香）
- ロックマンゼクス アドベント（アッシュ）
- Wonderland ONLINE（シャルロット）

2008年
- 狼と香辛料 ボクとホロの一年（ホロ）
- 幻想水滸伝ティアクライス（フレデグンド）
- コードギアス 反逆のルルーシュ LOST COLORS（カレン・シュタットフェルト）
- コードギアス反逆のルルーシュR2 盤上のギアス劇場（カレン・シュタットフェルト）
- 小鳩ヶ丘高校女子ぐろ〜部（アミィ・アケチ）
- スーパーロボット大戦Z（アネモネ）
- 絶対可憐チルドレン 第4のチルドレン（ドリー）
- 体感魔法少女 マジっすか!?Duo（夢原彩葉）
- ティアーズ・トゥ・ティアラ 花冠の大地（リムリス）
- true tears 〜トゥルーティアーズ〜（小笠原光里）
- フェイト/タイガーころしあむ アッパー（カレン・オルテンシア / マジカルカレン）
- ペルソナ4（天城雪子）
- モノクローム・ファクター cross road（浅村麻結）
- 桃色大戦ぱいろん（虎華）
- ルーンファクトリー フロンティア（ミスト）

2009年
- アガレスト戦記ZERO（フリーデリンデ）
- 悪魔城ドラキュラ ジャッジメント（サイファ・ヴェルナンデス）
- 内田康夫DSミステリー 名探偵・浅見光彦シリーズ「副都心連続殺人事件」（吉田須美子）
- エクシズ・フォルス（セシリア・アーマクライト）
- 狼と香辛料 海を渡る風（ホロ）
- 仮面のメイドガイ ボヨヨンバトルロワイヤル（アラシ）
- グランディア オンライン（女王エスメラルダ）
- コンチェルトゲート フォルテ
- シャイニング・フォース フェザー（ティーダ）
- 涼宮ハルヒの並列（三栖丸ミコト、伊集院泰一郎）
- 涼宮ハルヒの直列（謎の少女）
- ストライクウィッチーズ -蒼空の電撃戦 新隊長 奮闘する!-（シャーロット・E・イェーガー）
- セイクリッドブレイズ -SACRED BLAZE-（キヨラ）
- ティアーズ・トゥ・ティアラ外伝 -アヴァロンの謎-（リムリス）
- ドリームクラブ（亜麻音）
- Blade Chronicle
- Myself ; Yourself それぞれのfinale（八代菜々香）
- リーナのアトリエ 〜シュトラールの錬金術士〜（リーナ・アルテリア）
- ルーンファクトリー3（主人公の子供〈女の子〉）

2010年
- Another Century's Episode:R（カレン・シュタットフェルト）
- うみねこのなく頃に 〜魔女と推理の輪舞曲〜（右代宮楼座）
- ガンダムネットワークオペレーション3（オペレーター）
- 君と一緒に（笹野恵理）
- 咲-Saki- Portable（原村和）
- ザ・キング・オブ・ファイターズ（2010年 - 2022年、不知火舞） - 5作品
- GA 芸術科アートデザインクラス- Slapstick WONDER LAND（水渕〈ぶちさん〉）
- ストライクウィッチーズ -あなたとできること A Little Peaceful Days-（シャーロット・E・イェーガー）
- ストライクウィッチーズ 白銀の翼（シャーロット・E・イェーガー）
- ストライクウィッチーズ2 いやす・なおす・ぷにぷにする（シャーロット・E・イェーガー）
- 戦国BASARA3（鶴姫）
- タルタロスオンライン（エルピントス）
- ときめきメモリアル Girl's Side 3rd Story（花椿カレン）
- .hack//Link（天城彩花、AIKA）
- ドラゴンネスト（ソーサレス）
- ドリームクラブ・ポータブル（亜麻音）
- のーふぇいと! 〜only the power of will〜（田中盾子、シールド）
- ぱすてるチャイムContinue（エリーゼ・バレッタ）
- マリッジロワイヤル プリズムストーリー（大場湊）
- らぶでゅえ!（リサ＝ロサ）

2011年
- アンチェインブレイズレクス（ティアナ）
- うみねこのなく頃に散 〜真実と幻想の夜想曲〜（右代宮楼座）
- 黄金夢想曲X（右代宮楼座）
- クイーンズゲイト スパイラルカオス（不知火舞）
- 真かまいたちの夜 11人目の訪問者（立花京香）
- STAR DRIVER 輝きのタクト 銀河美少年伝説（ニチ・ケイト）
- 戦国BASARA3 宴（鶴姫）
- スーパーロボット大戦シリーズ（2011年 - 2023年、紅月カレン） - 7作品
- つくものがたり（長谷部美那子）
- とある魔術の禁書目録（麦野沈利）
- ドリームクラブZERO（亜麻音）
- ドリームクラブZERO ポータブル（亜麻音）
- ファイナルファンタジー零式（クイーン）
- FRONTIER GATE（シグリッド）
- 僕らの恋のはじめかた（雨月リスティール）

2012年
- アーシャのアトリエ 〜黄昏の大地の錬金術士〜（リンカ）
- 鬼武者Soul（足利青岳尼、細川ガラシャ、明智煕子、雪姫 他）
- ガールフレンド（仮）（2012年 - 2022年、古谷朱里、雪城若菜）
- 機動戦士ガンダムAGE ユニバースアクセル / コズミックドライブ（アリーサ・ガンヘイル）
- きらめきスクールライフSP★the wonder years（前園観月）※『僕は友達が少ない ぽーたぶる』限定版付属のゲーム
- スーパーダンガンロンパ2 さよなら絶望学園（澪田唯吹）
- 戦国大戦 -1582 日輪、本能寺より出づる-（お市の方（織田）、義姫、SS織田信長）
- ソールトリガー（ソフィー）
- デジモンワールド リ:デジタイズ（リリ / エミリー・ド・ロシュフォール）
- ときめきメモリアル Girl's Side Premium 〜3rd Story〜（花椿カレン）
- ドリームクラブ Complete Edipyon!（亜麻音）
- Phantom -PHANTOM OF INFERNO-(Xbox 360版)（藤枝美緒）
- ブレイブリーデフォルト フライングフェアリー（アニエス・オブリージュ）
- ペルソナ4 ザ・ゴールデン（天城雪子）
- ペルソナ4 ジ・アルティメット イン マヨナカアリーナ（天城雪子）
- マージャン★ドリームクラブ（亜麻音）
- 闇からのいざない TENEBRAE I（美咲）
- 嫁コレ（ホロ、魔王）

2013年
- エスカ&ロジーのアトリエ 〜黄昏の空の錬金術士〜（リンカ）
- オカルトメイデン
- 境界線上のホライゾン PORTABLE（浅間・智）
- 恋花デイズ（森まこと）
- 咲-Saki- 阿知賀編 episode of side-A Portable（原村和）
- スロッターマニアV 絶対衝激II（大門寺笑）
- ダンガンロンパ1・2 Reload（澪田唯吹）
- デジモンワールド リ:デジタイズ デコード（リリ / エミリー・ド・ロシュフォール）
- ドリームクラブZERO Special Edipyon!（亜麻音）
- ブレイブリーデフォルト フォーザ・シークウェル（アニエス・オブリージュ）
- ペルソナ4 ジ・アルティマックス ウルトラスープレックスホールド（天城雪子）
- やはりゲームでも俺の青春ラブコメはまちがっている。（川崎沙希）
- マビノギ（女性キャラクターの歌スキル）
- ドラッグオンドラグーン3（アコール）

2014年
- 鬼武者Soul カードラッシュ
- 機動戦士ガンダムオンライン（女性パイロット〈真面目II〉）
- 禁忌のマグナ（ディアーナ）
- グリモア〜私立グリモワール魔法学園〜（鳴海純）
- コアマスターズ（ジルゲル）
- Thief（エリン）
- シャリーのアトリエ 〜黄昏の海の錬金術士〜（リンカ）
- 戦国BASARA4（鶴姫）
- チェインクロニクル〜絆の新大陸〜
- チェインクロニクルV
- 電撃文庫 FIGHTING CLIMAX（ホロ）
- バイオハザード HDリマスター（レベッカ・チェンバース）
- Fate/hollow ataraxia（カレン・オルテンシア）
- ペルソナQ シャドウ オブ ザ ラビリンス（天城雪子）
- モンスターハンター メゼポルタ開拓記（セルエラ、スカーレット）

2015年
- イグジストアーカイヴ -The Other Side of the Sky-（冥寺閻美）
- ECHO OF SOUL（アーチャー）
- クロスアンジュ 天使と竜の輪舞tr.（エルシャ）
- 激次元タッグ ブラン+ネプテューヌVSゾンビ軍団（タムソフトちゃん）
- 幻影異聞録♯FE（志摩崎舞子）
- 咲-Saki- 全国編（原村和）
- ザクセスヘブン リベリオン（蘇芳）
- 神撃のバハムート（ナターシャ）
- ゼノブレイドクロス（アバターボイス〈セクシー〉）
- 戦国BASARA4 皇（鶴姫）
- テイルズ オブ ゼスティリア（アン・フィル）
- デビルサバイバー2 ブレイクレコード（ヒナコ / 九条緋那子）
- 電撃文庫 FIGHTING CLIMAX IGNITION（ホロ、浅間・智）
- ドラゴンズドグマオンライン（メイリーフ）
- 干物妹!うまるちゃん 〜干物妹!育成計画〜（叶課長）
- プリンセスコネクト!（柏崎栞）
- ブレイブリーセカンド（アニエス・オブリージュ）
- ペルソナ4 ダンシング・オールナイト（天城雪子）
- モン娘☆は〜れむ（シモーネ）
- リング☆ドリーム 女子プロレス大戦（アン・モリーナ）

2016年
- エミル・クロニクル・オンライン（ルチフェロ・ロア / ルチフェロ・アナザー）
- エルダー・スクロールズ・オンライン（リリス・ティタンボーン）
- エンドライド -X fragments-（レネット）
- 御城プロジェクト:RE（安平城、ユッセ城、長安城）
- オルタナティブガールズ（雪城若菜）
- 感染×少女（来栖崎ひさぎ）
- ガンダムブレイカー3（ウルチ）
- クイズRPG 魔法使いと黒猫のウィズ（2016年 - 2025年、サンセット＝リフィル、美雲・ギンヌメール、紅月カレン、リフィルの母）
- グランドサマナーズ（2016年 - 2019年、ミラ、不知火舞、纏流子）
- グランブルーファンタジー（2016年 - 2023年、ゾーイ / ジ・オーダー・グランデ、紅月カレン） - 3作品
- クリスタル オブ リユニオン（オリヴィエ）
- 白猫プロジェクト（リュゼーヌ・ロザリウム、アンジェラ・ベイリアル）
- 彗星のアルナディア（ミルドレッド）
- 戦国乙女〜LEGEND BATTLE〜（足利ヨシテル）
- 戦国BASARA 真田幸村伝（鶴姫）
- 誰ガ為のアルケミスト（2016年 - 2021年、アナスタシア、不知火舞）
- 追憶の青（シリル）
- ディバインゲート（イフリート）
- テイルズ オブ ベルセリア（エレノア・ヒューム）
- デッドオアアライブ5（不知火舞）
- バイオハザード0 HDリマスター（レベッカ・チェンバース）
- ブレス オブ ファイア6 白竜の守護者たち（レト）
- マギアコネクト（緋村桜花、メドラウト）
- マクロスΔスクランブル（美雲・ギンヌメール）
- やはりゲームでも俺の青春ラブコメはまちがっている。続（川崎沙希）
- ラグナストライクエンジェルズ（エレノア・ソノダ）
- League of Legends（モルガナ）

2017年
- 双星の陰陽師（葛上藍）
- オルタンシア・サーガ -蒼の騎士団-（イネス）
- アンジュ・ヴィエルジュ〜ガールズバトル〜（美雲・ギンヌメール）
- 四女神オンライン CYBER DIMENSION NEPTUNE（タムソフト）
- スーパーロボット大戦V（エルシャ）
- ファタモルガーナの館 -COLLECTED EDITION-（少女）
- アナザーエデン 時空を超える猫（フォラン）
- 黒騎士と白の魔王（ジャンヌダルク）
- 戦艦少女R（アメジスト、プリンス・オブ・ウェールズ、摩耶）
- 歌マクロス スマホDeカルチャー（2017年 - 2021年、美雲・ギンヌメール）
- セレンシアサーガ：ドラゴンネスト（ソリシア）
- ニル・アドミラリの天秤 クロユリ炎陽譚（錐合蓮）
- 英雄伝説 閃の軌跡III（ミュゼ・イーグレット、クレア・リーヴェルト）
- V! 勇者のくせになまいきだR（ムスメ）
- ドラゴンクエスト ライバルズ（マルティナ）
- スーパーロボット大戦X-Ω（2017年 - 2020年、紅月カレン、アネモネ）
- デスティニーチャイルド（モナ）
- CARAVAN STORIES（メラ）
- ゼノブレイド2（トキハ）
- Shadowverse（2017年 - 2020年、ヴァルプルギスナハト、ハッピーピッグ、ゾーイ、憂鬱な霊媒師、デビルフラワー、カレン）

2018年
- アズールレーン / クロスウェーブ（2018年 - 2019年、扶桑、山城） - 2作品
- 幻獣契約クリプトラクト（ステラ）
- テイルズ オブ ザ レイズ（エレノア・ヒューム）
- 装甲娘（カタクラ ソフィア）
- オーディンクラウン（カレン）
- プリンセスコネクト！Re:Dive（2018年 - 2024年、シオリ / 柏崎栞）
- マギアレコード 魔法少女まどか☆マギカ外伝（リズ）
- プリキュア つながるぱずるん（北条響 / キュアメロディ）
- 最終戦艦withラブリーガールズ（武蔵）
- 刀使ノ巫女 刻みし一閃の燈火（相楽結月）
- スーパーロボット大戦X（クン・スーン、紅月カレン、エルシャ）
- グラフィティスマッシュ（2018年 - 2020年、サリエル、カレン）
- BLAZBLUE CROSS TAG BATTLE（天城雪子、ヤン・シャオロン）
- レイヤードストーリーズ ゼロ（プルメリア）
- 蒼藍の誓い ブルーオース（ウォースパイト、ポートランド、インディアナポリス）
- ドールズフロントライン（G36、MG5）
- 電撃文庫：CROSSING VOID（ホロ） - 海外向けアプリゲーム
- サファイア・スフィア 〜蒼き境界〜（霧恋）
- SNKヒロインズ 〜Tag Team Frenzy〜（不知火舞）
- 英雄伝説 閃の軌跡 IV -THE END OF SAGA-（ミュゼ・イーグレット、クレア・リーヴェルト）
- ブレイドスマッシュ（ツバキ）
- あかねさす少女（七瀬奈々）
- モンスターストライク（2018年 - 2025年、木野まこと / セーラージュピター、纏流子、アカイ、麦野沈利、紅月カレン、上原由衣）
- イドラ ファンタシースターサーガ（ゲルダ）
- ペルソナQ2 ニュー シネマ ラビリンス（天城雪子）
- ぷよぷよ!!クエスト（2018年 - 2021年、天城雪子、セーラージュピター / スーパーセーラージュピター / エターナルセーラージュピター）
- Fit Boxing / 2 -リズム&エクササイズ-（2018年 - 2020年、ソフィ） - 2作品
- アークザラッド R（ククル）
- アルテイルNEO（アイギナ）

2019年
- キャサリン・フルボディ（キャサリン〈溢れる母性〉）
- イカロスM（Wizard）
- MASS FOR THE DEAD（ラキュース）
- デッド オア アライブ6（不知火舞）
- ブラウンダスト（バルゼ）
- 十三機兵防衛圏 プロローグ（鷹宮由貴）
- エンゲージプリンセス〜眠れる姫君と夢の魔法使い〜（アーシェ）
- ラングリッサー モバイル（リアナ、ラーナ）
- 雀魂（2019年 - 2021年、九条璃雨、八木唯、原村和、紅月カレン）
- トリカゴ スクラップマーチ（女王）
- 狼と香辛料VR / 2（2019年 - 2020年、ホロ） - 2作品
- ブラッドステインド:リチュアル・オブ・ザ・ナイト（ミリアム）
- 戦国BASARA バトルパーティー（鶴姫）
- とある魔術の禁書目録 幻想収束（麦野沈利）
- Epic Seven（2019年 - 2020年、デスティーナ、ルエル）
- キルラキル ザ・ゲーム -異布-（纏流子）
- シノビマスター 閃乱カグラ NEW LINK（不知火舞）
- ドラゴンクエストXI 過ぎ去りし時を求めて S（マルティナ）
- アッシュアームズ‐灰燼戦線‐（マチルダII）
- CODE:SEED -星火ノ唄-（アインシュタイン）
- アクション対魔忍（井河アサギ〈初代〉）

2020年
- 幻影異聞録♯FE Encore（志摩崎舞子）
- アークナイツ（レッド、ズィマー）
- ドラガリアロスト（ヴァネッサ）
- 戦国アスカZERO（足利ヨシテル）
- 戦姫ストライク（フローニング）
- 共闘ことばRPG コトダマン（2020年 - 2021年、マエストーソ、メイ毒ガ、ホオズキ、イカイスカ、天城雪子、美雲・ギンヌメール）
- 装甲娘 ミゼレムクライシス（ジ・エンペラー）
- エルダー・スクロールズ・オンライン：グレイムーア（リリス・ティタンボーン）
- ワールドフリッパー（プリカ）
- レッド：プライドオブエデン（イザベラ、ジュリアン）
- インディヴィジブル 闇を祓う魂たち（アジュナ）
- テイルズ オブ クレストリア（エレノア・ヒューム）
- 百花繚乱 -パッションワールド（シャルル・ド・ダルタニアン）
- 英雄伝説 創の軌跡（ミュゼ・イーグレット、クレア・リーヴェルト）
- 浮島物語 Aspida Story〜最強刻印士になるストーリー（ラケシス）
- 阿卡迪亞（紅爪）
- 三國志 覇道（馬雲騄）
- 一騎当千 エクストラバースト（新免武蔵）
- 七つの大罪 〜光と闇の交戦〜（不知火舞）
- 原神（北斗）
- ファイナルギア -重装戦姫-（タイシア・グラフト）
- ワールドウィッチーズ UNITED FRONT（シャーロット・E・イェーガー）
- RANBU 三国志乱舞（劉備）
- 三国志名将伝（張春華）
- モンスターハンター ライダーズ（リンカー）
- イリュージョンコネクト（ヘルジナ）
- World of Warships:Legends（扶桑）

2021年
- サクラ革命 〜華咲く乙女たち〜（夷守メイサ）
- うみねこのなく頃に咲 〜猫箱と夢想の交響曲〜（右代宮楼座）
- ブルーアーカイブ -Blue Archive-（2021年 - 2025年、美甘ネル）
- Fate/Grand Order（2021年 - 2023年、カレン・C・オルテンシア / アムール〔カレン〕）
- パニシング：グレイレイヴン（ソフィア）
- シャイニングニキ（リリス）
- 放置少女〜百花繚乱の萌姫たち〜（丹羽長秀、滝川一益）
- 天地の如く〜激乱の三国志〜（不知火舞）
- 妖怪ウォッチ ぷにぷに（霧沢風子）
- OCTOPATH TRAVELER 大陸の覇者（アニエス）
- ガールズコントラクト（霧恋）
- 白夜極光（カレン）
- フィギュアストーリー（優紀）
- イース6 オンライン〜ナピシュテムの匣〜（キサ）
- パズルガールズ（プリンツ・オイゲン、赤城）
- 終末のアーカーシャ（ボーリ）
- クッキーラン: キングダム（ライ麦味クッキー）
- コードギアス Genesic Re;CODE（2021年 - 2022年、紅月カレン）
- 鬼滅の刃 ヒノカミ血風譚（蜘蛛の鬼〈母〉）
- Deep Insanity ASYLUM（ヴェーラ・ルスタモワ）
- グランサガ（インフェルニ）

2022年
- ブレイブリーデフォルト ブリリアントライツ（アニエス・オブリージュ）
- ヴェルヴェット・コード（加賀、ワシントン、プリンツ・オイゲン）
- THE KING OF FIGHTERS XV （不知火舞）
- 麻雀格闘倶楽部Sp（原村和）
- ソウルタイド（ラヴィラ）
- プリコネ！グランドマスターズ（シオリ）
- ガーディアンテイルズ（ベス)
- EVE ghost enemies（イヴァンカ・レストレイジ）
- Tower of Fantasy（イーネ）
- コードギアス 反逆のルルーシュ ロストストーリーズ（2022年 - 2023年、紅月カレン / カレン・シュタットフェルト）
- ゼノブレイド3（ニイナ）
- ソウルハッカーズ2（ミレディ）
- メメントモリ（ルーク）
- ドルフィンウェーブ（陽南杏里）
- 無期迷途（NOX）
- 勝利の女神:NIKKE（2022年 - 2024年、ギロチン、ギロチン：ウィンタースレイヤー）
- ドールズフロントライン ニューラルクラウド（センタウレイシー）

2023年
- ファイアーエムブレム エンゲージ（ミスティラ）
- タワーオブスカイ（ティティラ）
- 女神楽園 ガーデス・パラダイス（太乙真人）
- 六本木サディスティックナイト（蔵重ミズキ）
- リバース:1999（アルカナ）
- レスレリアーナのアトリエ 〜忘れられた錬金術と極夜の解放者〜（リンカ）
- Fate/Samurai Remnant（2023年 - 2024年、高尾太夫）
- ファイアーエムブレム ヒーローズ（2023年 - 2024年、ミスティラ、ヘザー）
- エーテルゲイザー（アテナ）

2024年
- ウマ娘 プリティーダービー（ソノンエルフィー）
- マクロス -Shooting Insight-（美雲・ギンヌメール）
- 百英雄伝 (ラム）
- アウタープレーン（ドレイカーン）
- 真・女神転生V Vengeance（アマビエ、コノハナサクヤ）
- ゼンレスゾーンゼロ（星見雅）
- 聖剣伝説 VISIONS of MANA（セラーフィア）
- あんさんぶるスターズ!! Music / Basic（朔間零〈幼少期〉） - 2作品
- 鳴潮（吟霖）

2025年
- 餓狼伝説 City of the Wolves（不知火舞）
- トワと神樹の祈り子たち（レッカ）
- 魔法少女ノ魔女裁判（蓮見レイア）
- 麻雀ファイトガール（ダブリエル）

### ドラマCD
- DRAMA CD ALL AROUND TYPE-MOON アーネンエルベの一日（カレン・オルテンシア）
- アイドルマスター XENOGLOSSIAオリジナルドラマvol.1､3（高槻やよい）
- 明日のナージャ 音的挿話 その1 - 3（ナージャ・アップルフィールド）
- 姉ログ（近衛靄子）※コミックス第2巻ドラマCD付き特別版[434]
- アルトネリコ2 世界に響く少女たちの創造詩 Vol.1､4（瑠珈・トゥルーリーワース）
- 噂屋（草加麻美）
- えびてん 公立海老栖川高校天悶部（戸田山響子）
- MC☆あくしず ドラマCD 美少女兵器 F-Xは俺の嫁!（シャル）
- 狼と香辛料シリーズ（ホロ）
  - 「狼と琥珀色の憂鬱」、「狼と桃の蜂蜜漬け」
- おと×まほ（樋野留真）
- おれと一乃のゲーム同好会活動日誌（森塚一乃）
- オレ嫁。〜オレの嫁になれよ〜 （中川ひなた）※『少女コミック』2015年24号付録  「ラブラブ求婚ドラマCD」、コミックス第5巻ドラマCD付き特装版
- キミキスシリーズ（星乃結美）
  - Vol.1 - 3
  - セカンドシーズンVol.1 - 3
- グローランサーVI（ウェンディ、ダンジョンレディ）
- 獣のごとくひそやかに -言霊使い- （綺莉）
- コードギアス 反逆のルルーシュ Sound Episodeシリーズ（カレン・シュタットフェルト / 紅月カレン）
- こはるびより（久遠）
- 咲-Saki-（原村和）
- しなこいっ（遠山桜）
- しにがみのバラッド。EP（井ノ上コマチ）
- 死神姫の再婚 Drama CD Vol.1（ノーラ・テルペス）
- ジャッジメントちゃいむ（アリル＝アルベルト）
- SH@PPLE -しゃっぷる-（古葉鳥子）
- シュラキ〜朱羅姫〜（美城暁）
- 神父と悪魔 シリーズ（アンシャール・アンドゥリル・アレグリオス〈女〉）
- Sketch Book Stories 〜前夜祭〜（神谷朝霞）
- ストライクウィッチーズ Operation Victory Arrow vol.2 エーゲ海の女神 Amazon.co.jp限定版特典 後日談ドラマCD「ウィッチ・イズ・ビューティフル」（シャーロット・E・イェーガー）
- 第1回 声優アワード 記念作品 こゑこひ 〜あなたの声に恋してる〜『Still live, still love』
- チョコミミ（チョコ / 桜井ちよこ）
- ディーふらぐ!（大沢南）
- テイルズ オブ レジェンディア voice of character quest1 - 2（テューラ・ウェルツェス）
- テガミバチ（アリア・リンク）
  - CDドラマ テガミバチ 「キンザザの花祭り」、「想い出の木の実」
- DOG DAYS ドラマBOX vol.1（レオンミシェリ・ガレット・デ・ロワ）
- ナチュラル（First Album）
- パフェちっく!（亀山風呼）
- 日々蝶々（新川小春[435]）※『マーガレット』2014年24号・2015年1号付録
- ひまわりさん（ひまわりさん[436]）
- ファイブ（金丸倫子）
- ファタモルガーナの館I - III（モルガーナ[437]）
- フィオナ旅行記（ヒノクレ）
- Fate/hollow ataraxia ドラマCD ノーマネーノーライフ バゼット=サン（カレン・オルテンシア）※『コンプティーク』2015年1月号付録
- プリンセスコネクト！Re:Dive PRICONNE CHARACTER SONG（2018年 - 2020年、シオリ） - 第4弾・第15弾
- ペルソナ4ドラマCD.1 - 3（天城雪子）
- 星は歌う（本条聖）
- 舞-乙HiMEドラマCD『ミス・マリアはみてた〜ガルデローベ裏日誌 Vol.1､2』（ニナ・ウォン）
- 舞-HiME★DESTINY 龍の巫女『野望の果て/輝く道』（ニナ・ウォン）
- まおゆう魔王勇者（魔王）
- みずたまぱにっく。 -This is MIZUTAMASHIRO!!-（鳴海千尋）
- ミツルギ+α ドラマCD（遠山桜）※コミックス+『月刊コミックラッシュ』2009年3月号全員サービス
- 蟲と眼球シリーズ（宇佐川鈴音）
- ムシウタbug（花城摩理）
- めろ@ドラマCD まんすりぃ 萌音（森永小枝）
- ユリア100式（中村まりあ）
- らき☆すた（柊かがみ）
- れでぃ×ばと!（四季鏡早苗）
- わたしたちの田村くん（相馬広香）

### オーディオドラマ
- TBSラジオ エブ★ラジ 夜の連続スマホ小説「悪魔のコーヒー、天使の角砂糖」（道野結月[438]）
- 新刊ラジオ 櫻子さんの足下には死体が埋まっている（九条櫻子）
- 六本木サディスティックナイト（2022年、蔵重ミズキ[439]）

### ASMR
- 【どんなパジャマが好きですか?】四ツ谷たまき編〜退社後の楽しみ方〜（2021年、四ツ谷たまき）
- ちょっと□□□、滅ぼしてほしいんだけど…（2021年、奈織、祐夏[440]）
- 『あなた『ああ、お姉ちゃんが欲しい』幼なじみ『えっ!?』』（2022年、JKなじみ）
- 秘密のサロンとヤンキーメイド（2022年、カンナ）
- 【アズールレーンASMR】指揮官を癒やし隊! 山城と夏の雨籠もり（2023年、山城）
- 敏腕女社長は貴方にオギャってバブりたい（2024年、城山瑛莉果）
- 狼と香辛料ASMR（2024年、ホロ）

### 吹き替え

#### 担当女優
ジージャー・ヤーニン
- チョコレート・ガール バッド・アス!!（ジャッカレン）
- チョコレート・バトラー（ワワ）
- チョコレート・ファイター（ゼン）
- チョコレート・ソルジャー (ドゥ)
- マッハ!無限大（ピンピン）

#### 映画
- アナと世界の終わり（アナ〈エラ・ハント〉[441]）
- THE KING OF FIGHTERS（不知火舞〈マギー・Q〉）
- DRAGONBALL EVOLUTION（チチ〈ジェイミー・チャン〉）
- NERVE/ナーヴ 世界で一番危険なゲーム（ヴィー・デルモニコ〈エマ・ロバーツ〉）
- ノック・ノック（ジェネシス〈ロレンツァ・イッツォ〉）
- プリティ・ワン たったひとつの恋とウソ。（ローレル、オードリー〈ゾーイ・カザン〉）

#### ドラマ
- アウトキャスト（アリソン・バーンズ〈ケイト・リン・シャイル〉）
- glee/グリー シーズン4 #14 （ベティ〈アリ・ストローカー〉）
- コールドケース6 #16（サラ・ブレイク）
- CSI:科学捜査班
  - シーズン10 #7（ディーディー・チェイス）
  - シーズン13 #16（ケイティ・ヒル）
- CSI:マイアミ
  - シーズン5 #24（シェリー、アーサー）
  - シーズン7（タラ・プライス〈メガリン・エキカンウォーク〉）
  - シーズン9 #6（シェイ・ウィリアムソン）
- ビッグ 〜愛は奇跡〈ミラクル〉〜（キル・ダラン〈イ・ミンジョン〉[442]）
- ビッグバン★セオリー/ギークなボクらの恋愛法則（ラモーナ・ノイツキー〈リキ・リンドホーム〉）
- ヒューマンズ（ニスカ〈エミリー・パーリントン〉）

#### アニメ
- インサイド・ヘッド2（ヨロコビ[443]）
- 『インサイド・ヘッド』の世界より:ライリーの夢の製作スタジオ（ヨロコビ）
- この恋で鼻血を止めて（リン[444][150]）
- 時光代理人 -LINK CLICK-（エマ / 呉麗華〈ウー・リーホワ〉）
- トランスフォーマー アーススパーク（ノヴァストーム[445]）
- バービーシリーズ
  - バービー ドリームハウスアドベンチャー / バービー ドリームハウスアドベンチャー2（バービー）
  - バービー プリンセス&ポップスター（プリンセス・トーリ）
  - バービー・プリンセス・アドベンチャー（バービー）
- バイオハザードシリーズ（レベッカ・チェンバース）
  - バイオハザード: ヴェンデッタ（2017年)
  - バイオハザード デスアイランド（2023年[446]）
- マイリトルポニー: エクエストリア・ガールズ（サンセットシマー）
  - マイリトルポニー: エクエストリア・ガールズ - 虹の冒険（サンセットシマー）
  - マイリトルポニー: エクエストリア・ガールズ - フレンドシップ・ゲーム（サンセットシマー / デイドリーム・シマー）
  - マイリトルポニー: エクエストリア・ガールズ - エバーフリーの伝説（サンセットシマー）
  - マイリトルポニー: エクエストリア・ガールズ - キャンタロット高校物語（サンセットシマー）
- ラプンツェル ザ・シリーズ（ウィロー）
- リトル・プリンセス（プリンセス）
- RWBY（ヤン・シャオロン[447]）

### 実写
- アリカ&ニナの乙女ちっくTV（インターネットTV）
- First Cast - 門脇舞以・齋藤彩夏と共に出演
- 月のパズル
- Present（短編ドラマ『A Letter』収録）
- 声友ヒャッカテン（Music Japan TV Plus）
- 激☆店内『通販刑事 亜美』
- DVD School Rumble presents "Come! Come! Well-Come? party"
- アニメる!?（2007年3月2日、メ〜テレ）
- 花の声優界! スター☆ボウリング第4弾（2008年3月23日 AT-X）
- 笑っていいとも!（2008年4月8日、フジテレビ）
- 「声優グランプリ」公認!声優界<雀王>決定戦! <j-1> Vol.1 DVD（2008年）
- ドーリィ☆バラエティ HYPER ViSUADOLL MOVIE（tvk、BIGLOBEストリーム） ゲスト
- ザ☆ネットスター!（2009年6月5日 BS2）ゲスト
- あにてれ Presents アニソンぷらす+（テレビ東京、ゲスト）
- アニメ星人（チバテレビ） - 第6・7回、ゲスト出演
- 麻雀脳（フジテレビNEXT）第11回、ゲスト出演
- ファミ通TV 3rdSEASON
- 東京エンカウント11·12、ゲスト出演
- 宝探し 探偵学園エデン 〜怪盗アビルからの挑戦〜（2014年）

### ラジオ
※はインターネット配信。
- ムギュッと!双恋（2004年 - 2005年、文化放送・東海ラジオ・ラジオ大阪）
- A&Gメディアステーション こむちゃっとカウントダウン（2005年 - 2009年、文化放送）
- 萌音放課後ラヂオ 萌木学園放送部（2005年 - 2006年、コナミdbFM）
- アリカ&ニナの乙女ちっくレディオ（2005年 - 2006年、ランティスウェブラジオ※）
- スクラン☆お茶会!（2006年、文化放送・ラジオ大阪）
- 亜美とかおりのキミキス チューニングアップ♪（2006年、音泉※）
- 素敵看板娘（2006年、TE-A room※）
- くじアンラジオ〜藍と亜美の立橋院学園生徒会〜（2006年、ランティスウェブラジオ※）
- 小清水亜美のアイカ・アクティブ・アドベンチャー（2007年、BEAT☆Net Radio!※）
- 春香とやよいの弥生式らじお（2007年 - 2008年、ランティスウェブラジオ※・BEAT☆Net Radio!※・nifty※）
- Webラジオ「咲らじ-清澄高校麻雀部-」（2007年 - 2008年、アニメイトTV※）
- 携帯ラジオ「あみっけ・ゆうゆのパセラジ」（2007年 - 配信終了、声優アニメイト+hm3※）
- 小清水亜美・福山潤のオオカミックラジオ（2007年 - 2008年、アニメイトTV※）
- WEBラジオ『メタファリカ・トウコウ放送局』ラジオネリコ〜自室に響く少女たちの宿会話〜（2008年、アニメイトTV※）
- 小清水亜美と喜多村英梨のコンチェルトゲートパーティ（2009年、文化放送・超!A&G+※・『コンチェルトゲート フォルテ』公式サイト内※）
- 小清水亜美・福山潤のオオカミックラジオII（2009年、アニメイトTV※）
- ChaosTCG おれよめラジオ（2009年 - 2014年、HiBiKi Radio Station※）
- おまひま☆HR（2009年 - 2010年、アニメイトTV※）
- 大原&小清水の『戦国BASARA3』応援らじお。（2010年、音泉※）
- 501st JFW.OA〜第五〇一統合戦闘航空団公式放送〜（2011年 - 2016年、音泉※・HiBiKi Radio Station※）
- E☆2 ジャッジメントちゃいむ WEBラジオ（2012年 - 2013年、E☆2公式サイト内※）
- まおゆうメイドラジオα（2012年 - 2013年、ニコニコ生放送※・ファミ通.com※・アニメイトTV※）
- 咲らじ-全国編- （2013年 - 2014年、音泉※）
- 禁忌のマグナRADIO（2014年、音泉※）[448]
- 亜美と杏樹のディナータイム♪（2018年、ニコニコ生放送※）[449]
- ゾイドワイルド〜本能解放ラジオ〜（2018年、MBSラジオ）
- 女神ヴィシスの「ハズレ枠」おしゃべり廃棄遺跡（2024年、超!A&G+※）

### ラジオCD
- ミカ☆アミの乙女ちっく放送局 お姉さまと一緒スペシャル!!
- 小清水亜美・福山潤のオオカミックラジオ DJCD
- 小清水亜美・福山潤のオオカミックラジオII DJCD
- 「咲らじ」DJCD 「咲らじ-清澄高校麻雀部-疾風編」
- 「咲らじ」DJCD 「咲らじ-清澄高校麻雀部-怒涛編」
- アイドルマスター XENOGLOSSIA 春香とやよいの弥生式らじお特別編 〜友情だもん〜
- 「おまひま☆HR」DJCD

### デジタルコミック
- VOMIC
  - 黒子のバスケ（黒子テツヤ）
  - テガミバチ（アリア・リンク）
  - マイルノビッチ（木下まいる）
- Manga2.5 恋愛専科（2013年、高林雪緒[450][451]）
- 手玉に取りたい黒木屋さん（2020年、黒木屋流羽[452]）

### CM・PV
- コードギアス 反逆のルルーシュ ゲーム版（顔出し出演）
- 異世界ワンターンキル姉さん 〜姉同伴の異世界生活はじめました〜 PV（2020年、軍場真夜、軍場朝陽、ナレーション）[453]
- 日本中央競馬会ブランドCM「今日、私の物語が走ります。」(2023年、生産牧場先輩女性[454])
- 手札が多めのビクトリア PV・CM（2022年[455][456]）

### 舞台
- スーパーお芝居スクールランブル 〜お猿さんだよ、播磨くん!〜（2005年7月21日 - 25日、全労済ホール／スペース・ゼロ） - 主演・塚本天満 役
- ぷろだくしょんバオバブ30周年記念公演「歓喜(よろこび)の歌」（2010年12月1日 - 5日、前進座劇場） - 佐伯恵 役
- スイートプリキュア♪ ミュージカルショー（2011年） - 北条響/キュアメロディ 役〈声の出演〉
- なば缶「ホエン・アイ・ゲット・ホーム」（2011年5月31日 - 6月5日、新宿シアターモリエール）
- なば缶二本目「フェアリーティルアレゴリー」（2013年3月5日 - 10日、中目黒キンケロ・シアター）
- 朗読劇 私の頭の中の消しゴム7th letter（2015年4月30日・5月1日、天王洲銀河劇場） - 薫 役
- クロジ 第18回公演「ポリトゥスの蟲」（2019年7月3日 - 7日、スペース・ゼロ） - サロ 役
- ノサカラボ朗読劇「アルセーヌ・ルパン #4 カリオストロ伯爵夫人」（2024年9月1日、大手町三井ホール） - ジョゼフィーヌ・バルサモ 役[457]
- 江戸川乱歩朗読劇「幻調乱歩大系」（2025年3月6日 - 9日、草月ホール）[458]

### パチンコ・パチスロ
- CRセクシーフォール（桜木ハル）
- パチスロ戦国乙女〜剣戟に舞う白き剣聖〜（足利ヨシテル）
- CR百花繚乱 サムライガールズ（シャルル・ド・ダルタニアン）
- パチスロ・極楽パロディウス（あかね）
- パチスロ・コードギアス 反逆のルルーシュ（紅月カレン）
- パチスロ・絶対衝激 〜PLATONIC HEART〜（大門寺笑）
- パチスロ・絶対衝激II 〜PLATONIC HEART〜（大門寺笑）
- パチスロ デビルサバイバー2 最後の7日間（ヒナコ〈九条緋那子〉）
- パチスロ・七色未来（一之瀬七未）（清澤葵）
- PフィーバーマクロスΔ（2019年、美雲・ギンヌメール）

### その他コンテンツ
- SEVEN'STV ぷろじぇくと-S-(長女)
- 告白CD（法皇院玲）
- 目覚ましCD
- コードギアス 反逆のルルーシュR2 Sound Variety R18
- 狼と香辛料 ビジュアルノベル『狼と香辛料 狼と金の麦穂』付属DVD「第0幕 狼と琥珀色の憂鬱」（ホロ）
- 小清水いっきま〜す♥ Vol.1 - Vol.3（しゃべる☆声優写真集）
- 『泣かないと決めた日』番宣番組ナレーション（フジテレビ）
- 美声時計2
- JOYSOUND【ボイス】 にゃんぱいあ（にゃんぱいあ）
- にゃんぱいあ ボイスぬいぐるみ（にゃんぱいあ）
- 『ティアラ!』名作劇場 ふろくドラマCD「シンデレラ」（シンデレラ）
- A-koe ボイスドラマ 熾天使空域 銀翼少女達の戦争（アンジェリーナ・テイラー）[459]
- 「牙狼 <GARO> -VANISHING LINE-」放送直前SP（テレビ東京）
  - 牙狼<GARO> -VANISHING LINE- 特別編「PAUSE」（テレビ東京）
- マクロスがとまらない（2019年8月16日、SHOWROOM）

## ディスコグラフィ

### シングル
|     | 発売日        | タイトル              | 規格品番   | オリコン 最高位 |
| --- | ------------- | --------------------- | ---------- | --------------- |
| 1st | 2007年3月28日 | Sailing To The Future | COZX-253/4 | 91位            |

### アルバム
|            | 発売日        | タイトル   | 規格品番 | 規格品番   | オリコン 最高位 |
| 初回限定盤 | 発売日        | タイトル   | 通常盤   |            | オリコン 最高位 |
| ---------- | ------------- | ---------- | -------- | ---------- | --------------- |
| 1st        | 2006年3月22日 | ナチュラル | COZX-204 | COCX-33616 | 187位           |

### タイアップ曲
| 楽曲                  | タイアップ                                        | 時期   |
| --------------------- | ------------------------------------------------- | ------ |
| Sailing To The Future | OVA『AIKa R-16:VIRGIN MISSION』オープニングテーマ | 2007年 |
| Rise                  | OVA『AIKa R-16:VIRGIN MISSION』エンディングテーマ | 2007年 |
| FLYING KID            | OVA『AIKa ZERO』オープニングテーマ                | 2009年 |
| Dream Hunter          | OVA『AIKa ZERO』エンディングテーマ                | 2009年 |

### キャラクターソング
| 発売日   | 商品名                                                                                               | 歌 | 楽曲                                                          | 備考                                                                                    |
| 2005年   | 2005年                                                                                               | 2005年 | 2005年                                                        | 2005年                                                                                  |
| -------- | --- | --- | ------------------------------------------------------------- | --------------------------------------------------------------------------------------- |
| 11月23日 | 乙女はDo My Bestでしょ？                                                                             | アリカ・ユメミヤ（菊地美香）、ニナ・ウォン（小清水亜美） | 「乙女はDo My Bestでしょ？」                                  | テレビアニメ『舞-乙HiME』エンディングテーマ                                             |
| 11月23日 | 乙女はDo My Bestでしょ？                                                                             | アリカ・ユメミヤ（菊地美香）、ニナ・ウォン（小清水亜美） | 「HAPPY FRIENDS PROJECT」                                     | テレビアニメ『舞-乙HiME』関連曲                                                         |
| 12月20日 | Poca Felicita 〜少女達の小さな幸せ〜                                                                 | クラエス（小清水亜美） | 「Claes Tranquillo 〜眼鏡と1つの約束〜」                      | テレビアニメ『ガンスリンガーガール』関連曲                                              |
| 2006年   | | |                                                               |                                                                                         |
| 8月2日   | 舞-乙HiME ベストコレクション                                                                         | アリカ・ユメミヤ（菊地美香）、ニナ・ウォン（小清水亜美）、マシロ・ブラン・ド・ヴィントブルーム（ゆかな） | 「星が奏でるものがたり（Full ver.）」                         | テレビアニメ『舞-乙HiME』挿入歌                                                         |
| 8月2日   | 二人は忘れちゃう                                                                                     | 塚本姉妹 | 「二人は忘れちゃう」                                          | テレビアニメ『スクールランブル二学期』エンディングテーマ                                |
| 8月2日   | 二人は忘れちゃう                                                                                     | 塚本姉妹 | 「大好きと 抱きしめて 飛ぶソング」                            | テレビアニメ『スクールランブル二学期』関連曲                                            |
| 8月2日   | 二人は忘れちゃう                                                                                     | 塚本天満（小清水亜美） | 「二人は忘れちゃう」 「大好きと 抱きしめて 飛ぶソング」       | テレビアニメ『スクールランブル二学期』関連曲                                            |
| 11月8日  | Harmonies*                                                                                           | 時乃（野中藍）、律子（小清水亜美） | 「Harmonies*」                                                | テレビアニメ『くじびき♥アンバランス』エンディングテーマ                                 |
| 11月8日  | Harmonies*                                                                                           | 時乃（野中藍）、律子（小清水亜美） | 「Heaven17girl」 「Water Lily」                               | テレビアニメ『くじびき♥アンバランス』関連曲                                             |
| 12月27日 | Gift 〜eternal rainbow〜 キャラクターソングミニアルバム                                              | 神代縁（小清水亜美） | 「For you,For you!!」                                         | テレビアニメ『Gift 〜eternal rainbow〜』関連曲                                          |
| 11月29日 | おねがいマイメロディ 〜くるくるシャッフル！〜 キャラクターソングアルバム Girls                       | ピアノちゃん（竹内順子）と桜塚美紀（小清水亜美） | 「夢の汁ルンタッタ」                                          | テレビアニメ『おねがいマイメロディ 〜くるくるシャッフル！〜』関連曲                     |
| 2007年   | | |                                                               |                                                                                         |
| 1月17日  | ルーンファクトリー -新牧場物語- コンプリートサウンドトラック                                         | ミスト（小清水亜美） | 「Pure Mind」                                                 | ゲーム『ルーンファクトリー -新牧場物語-』関連曲                                         |
| 2月23日  | 舞-乙HiME Zwei 第2巻初回限定封入特典CD                                                               | ニナ・ウォン（小清水亜美） | 「Storm」                                                     | OVA『舞-乙HiME Zwei』2巻主題歌                                                          |
| 7月25日  | コードギアス 反逆のルルーシュ Sound Episode 4                                                        | 紅月カレン（小清水亜美） | 「プラチナ・ソウル」                                          | テレビアニメ『コードギアス 反逆のルルーシュ』関連曲                                     |
| 10月10日 | アイドルマスター XENOGLOSSIA キャラクターアルバムvol.2『熱唱！サンライズ巨大ロボットアニメソング嵐』 | 高槻やよい（小清水亜美） | 「Dream☆Wing」                                                | テレビアニメ『アイドルマスター XENOGLOSSIA』関連曲                                      |
| 11月21日 | Myself;Yourself キャラクターソング Vol.1 八代菜々香                                                  | 八代菜々香（小清水亜美） | 「ANOTHER WORLD」                                             | テレビアニメ『Myself ; Yourself』関連曲                                                 |
| 2008年   | | |                                                               |                                                                                         |
| 1月23日  | ヒロイック・エイジ SIDEWAY II                                                                        | ディアネイラ（石川由依）、ユティ（小清水亜美） | 「学園天国」                                                  | ドラマCD『ヒロイック・エイジ SIDEWAY』関連曲                                            |
| 4月30日  | ROCKMAN ZX SOUNDSKETCH -ZX GIGAMIX-                                                                  | アッシュ（小清水亜美） | 「Be One - feat.Ashe -」                                      | ゲーム『ロックマンゼクス アドベント』関連曲                                             |
| 10月1日  | コードギアス 反逆のルルーシュR2 Sound Episode 4                                                      | 紅月カレン（小清水亜美） | 「One More Chance」                                           | テレビアニメ『コードギアス 反逆のルルーシュR2』関連曲                                   |
| 10月8日  | ストライクウィッチーズ エンディング・テーマ コンプリート・コレクション                               | フランチェスカ・ルッキーニ（斎藤千和）、シャーロット・E・イェーガー（小清水亜美） | 「ブックマーク ア・ヘッド」                                   | テレビアニメ『ストライクウィッチーズ』エンディングテーマ                                |
| 10月8日  | ストライクウィッチーズ エンディング・テーマ コンプリート・コレクション                               | 宮藤芳佳（福圓美里）、坂本美緒（千葉紗子）、リネット・ビショップ（名塚佳織）、ペリーヌ・クロステルマン（沢城みゆき）、ミーナ・ディートリンデ・ヴィルケ（田中理恵）、ゲルトルート・バルクホルン（園崎未恵）、エーリカ・ハルトマン（野川さくら）、フランチェスカ・ルッキーニ（斎藤千和）、シャーロット・E・イェーガー（小清水亜美）、サーニャ・V・リトヴャク（門脇舞以）、エイラ・イルマタル・ユーティライネン（仲井絵里香） | 「ブックマーク ア・ヘッド」                                   | テレビアニメ『ストライクウィッチーズ』エンディングテーマ                                |
| 2009年   | | |                                                               |                                                                                         |
| 4月15日  | ストライクウィッチーズ 秘め歌コレクション5 フランチェスカ・ルッキーニ&シャーロット・E・イェーガー    | シャーロット・E・イェーガー（小清水亜美） | 「ブックマーク ア・ヘッド」 「No One Knows M」                | テレビアニメ『ストライクウィッチーズ』関連曲                                            |
| 4月15日  | ストライクウィッチーズ 秘め歌コレクション5 フランチェスカ・ルッキーニ&シャーロット・E・イェーガー    | ランチェスカ・ルッキーニ（斎藤千和）、シャーロット・E・イェーガー（小清水亜美） | 「ムーンライト・セレナーデ」 「Guilty Optimists」             | テレビアニメ『ストライクウィッチーズ』関連曲                                            |
| 9月30日  | 星空とハルモニア                                                                                     | 琴塚文江（小清水亜美） | 「君がいる物語」                                              | テレビアニメ『宙のまにまに』関連曲                                                      |
| 2010年   | | |                                                               |                                                                                         |
| 1月27日  | LOVE × HEAVEN                                                                                        | 彩京朋美（川澄綾子）、セルニア＝伊織＝フレイムハート（中原麻衣）、大地薫（釘宮理恵）、四季鏡早苗（小清水亜美） | 「LOVE × HEAVEN」                                             | テレビアニメ『れでぃ×ばと!』オープニングテーマ                                          |
| 2月24日  | BEAM my BEAM                                                                                         | ひまりんこ・L・しずくえす | 「BEAM my BEAM」                                              | テレビアニメ『おまもりひまり』エンディングテーマ                                        |
| 2月24日  | BEAM my BEAM                                                                                         | 小清水亜美 | 「Love and peace」                                            | ラジオ『おまひま★HR』エンディングテーマ                                                 |
| 3月25日  | れでぃ×ばと! キャラクターファイル Vol.2 大地 薫×四季鏡早苗                                           | 四季鏡早苗（小清水亜美） | 「フルフルぷりん」                                            | テレビアニメ『れでぃ×ばと!』関連曲                                                      |
| 10月20日 | Over Sky                                                                                             | ゲルトルート・バルクホルン（園崎未恵）、シャーロット・E・イェーガー（小清水亜美） | 「Over Sky」                                                  | テレビアニメ『ストライクウィッチーズ2』エンディングテーマ                               |
| 10月20日 | Over Sky                                                                                             | 宮藤芳佳（福圓美里）、フランチェスカ・ルッキーニ（斎藤千和）、シャーロット・E・イェーガー（小清水亜美） | 「Over Sky」                                                  | テレビアニメ『ストライクウィッチーズ2』エンディングテーマ                               |
| 10月20日 | Over Sky                                                                                             | 宮藤芳佳（福圓美里）、坂本美緒（世戸さおり）、ミーナ・ディートリンデ・ヴィルケ（田中理恵）、ペリーヌ・クロステルマン（沢城みゆき）、リネット・ビショップ（名塚佳織）、エーリカ・ハルトマン（野川さくら）、ゲルトルート・バルクホルン（園崎未恵）、フランチェスカ・ルッキーニ（斎藤千和）、シャーロット・E・イェーガー（小清水亜美）、サーニャ・V・リトヴャク（門脇舞以）、エイラ・イルマタル・ユーティライネン（大橋歩夕） | 「Over Sky」                                                  | テレビアニメ『ストライクウィッチーズ2』エンディングテーマ                               |
| 2011年   | | |                                                               |                                                                                         |
| 5月25日  | アイノヨカン                                                                                         | 神のみぞ知り隊 | 「アイノヨカン」                                              | テレビアニメ『神のみぞ知るセカイII』エンディングテーマ                                  |
| 5月25日  | STAR DRIVER 輝きのタクト BD / DVD 完全生産限定版 第5巻特典CD                                         | 四方の巫女 | 「Cross Over」                                                | テレビアニメ『STAR DRIVER 輝きのタクト』関連曲                                          |
| 6月1日   | 神のみキャラCD.5 春日楠                                                                              | 春日楠（小清水亜美） | 「SAMURAIガールの憂鬱」 「アイノヨカン from Kusunoki」        | テレビアニメ『神のみぞ知るセカイII』関連曲                                              |
| 7月20日  | スイートプリキュア♪ ボーカルアルバム1 〜とどけ! 愛と希望のシンフォニー〜                             | 北条響/キュアメロディ（小清水亜美） | 「Sm!Ie L!Nk」                                                | テレビアニメ『スイートプリキュア♪』関連曲                                               |
| 7月20日  | スイートプリキュア♪ ボーカルアルバム1 〜とどけ! 愛と希望のシンフォニー〜                             | 響（小清水亜美）＆奏（折笠富美子） | 「希望はつづく」                                              | テレビアニメ『スイートプリキュア♪』関連曲                                               |
| 7月20日  | スイートプリキュア♪ ボーカルアルバム1 〜とどけ! 愛と希望のシンフォニー〜                             | キュアメロディ（小清水亜美）、キュアリズム（折笠富美子）、キュアビート（豊口めぐみ） | 「約束のメロディ」                                            | テレビアニメ『スイートプリキュア♪』関連曲                                               |
| 7月27日  | STAR DRIVER 輝きのタクト BD / DVD 完全生産限定版 第7巻特典CD                                         | ひが日死の巫女（小清水亜美） | 「秋色のアリア」                                              | テレビアニメ『STAR DRIVER 輝きのタクト』劇中歌                                          |
| 11月30日 | スイートプリキュア♪ ボーカルアルバム2 〜こころをひとつに〜                                           | キュアメロディ（小清水亜美） | 「Girls never give up life」                                  | テレビアニメ『スイートプリキュア♪』関連曲                                               |
| 11月30日 | スイートプリキュア♪ ボーカルアルバム2 〜こころをひとつに〜                                           | キュアメロディ（小清水亜美）、キュアリズム（折笠富美子）、キュアビート（豊口めぐみ）、キュアミューズ（大久保瑠美） | 「夢の扉」                                                    | テレビアニメ『スイートプリキュア♪』関連曲                                               |
| 11月30日 | スイートプリキュア♪ ボーカルアルバム2 〜こころをひとつに〜                                           | チーム スイートプリキュア♪ | 「ONE〜こころをひとつに〜」                                   | テレビアニメ『スイートプリキュア♪』関連曲                                               |
| 12月21日 | 神のみぞ知るセカイ キャラクター・カバーALBUM 〜選曲:若木民喜〜                                       | 春日楠（小清水亜美） | 「輪舞-revolution」                                           | テレビアニメ『神のみぞ知るセカイII』関連曲                                              |
| 2012年   | | |                                                               |                                                                                         |
| 3月21日  | ストライクウィッチーズ劇場版 オリジナル・サウンドトラック                                            | 石田燿子、第501統合戦闘航空団with服部静夏（内田彩） | 「約束の空へ 〜私のいた場所〜」                               | 劇場アニメ『ストライクウィッチーズ劇場版』主題歌                                        |
| 4月18日  | ストライクウィッチーズ劇場版 主題歌コレクション                                                      | シャーロット・E・イェーガー（小清水亜美） | 「約束の空へ 〜私のいた場所〜」                               | 劇場アニメ『ストライクウィッチーズ劇場版』関連曲                                        |
| 5月25日  | 境界線上のホライゾン Blu-ray 第6巻 初回限定版特典CD                                                  | 浅間・智（小清水亜美） | 「早朝協奏曲」                                                | テレビアニメ『境界線上のホライゾン』関連曲                                              |
| 6月27日  | 境界線上のホライゾン 演目披露 第3弾 浅間・智                                                         | 浅間・智（小清水亜美） | 「武蔵浅間神社祝詞十一式”武蔵整調”歌唱型」 「果てまでも」     | テレビアニメ『境界線上のホライゾン』関連曲                                              |
| 9月21日  | 境界線上のホライゾンII Blu-ray 第1巻 初回限定版特典CD                                                | きみとあさまで | 「武蔵浅間神社祝詞三十二式“木花之佐久夜”歌唱型」              | テレビアニメ『境界線上のホライゾンII』関連曲                                            |
| 9月26日  | 境界線上のホライゾンHR                                                                               | きみとあさまで | 「ランララルララ」                                            | ドラマCD『境界線上のホライゾンHR』関連曲                                                |
| 2013年   | | |                                                               |                                                                                         |
| 1月9日   | ストライクウィッチーズ劇場版 秘め歌コレクション2                                                     | シャーロット・E・イェーガー（小清水亜美）、フランチェスカ・ルッキーニ（斎藤千和）、フェルナンディア・マルヴェッツィ（森永理科） | 「リベリオンウィッチの歌」 「約束の空へ 〜私のいた場所〜」    | 劇場アニメ『ストライクウィッチーズ劇場版』関連曲                                        |
| 1月9日   | ストライクウィッチーズ劇場版 秘め歌コレクション2                                                     | シャーロット・E・イェーガー（小清水亜美） | 「SPEEDSTER」                                                 | 劇場アニメ『ストライクウィッチーズ劇場版』関連曲                                        |
| 1月9日   | ストライクウィッチーズ劇場版 秘め歌コレクション2                                                     | シャーロット・E・イェーガー（小清水亜美）、フランチェスカ・ルッキーニ（斎藤千和） | 「BUST UP DREAM」                                             | 劇場アニメ『ストライクウィッチーズ劇場版』関連曲                                        |
| 1月23日  | STAR DRIVER輝きのタクト Songs & Soundtracks                                                          | ニチ・ケイト（小清水亜美） | 「秋色のアリア」 「秋色のアリア 〜 version de l'apprivoiser」 | テレビアニメ『STAR DRIVER 輝きのタクト』関連曲                                          |
| 1月23日  | STAR DRIVER輝きのタクト Songs & Soundtracks                                                          | 四方の巫女 | 「Cross Over 〜 version les quatre filles」                   | テレビアニメ『STAR DRIVER 輝きのタクト』関連曲                                          |
| 3月22日  | 境界線上のホライゾンII Blu-ray 第7巻 初回限定版特典CD                                                | 浅間・智（小清水亜美） | 「きみとあさまで」                                            | テレビアニメ『境界線上のホライゾンII』関連曲                                            |
| 2014年   | | |                                                               |                                                                                         |
| 3月12日  | 映画プリキュアオールスターズ NewStage3 永遠のともだち                                                | キュアブラック（本名陽子）、キュアブルーム（樹元オリエ）、キュアドリーム（三瓶由布子）、キュアピーチ（沖佳苗）、キュアブロッサム（水樹奈々）、キュアメロディ（小清水亜美）、キュアハッピー（福圓美里）、キュアハート（生天目仁美）、キュアラブリー（中島愛） | 「プリキュア・メモリ（NewStage3 Version）」                   | 劇場版アニメ『映画 プリキュアオールスターズNewStage3 永遠のともだち』エンディングテーマ |
| 2015年   | | |                                                               |                                                                                         |
| 3月18日  | ストライクウィッチーズ Operation Victory Arrow vol.2 エーゲ海の女神 秘め歌コレクション               | フランチェスカ・ルッキーニ（斎藤千和）、シャーロット・E・イェーガー（小清水亜美） | 「Fly Beyond」                                                | OVA『ストライクウィッチーズ Operation Victory Arrow』エンディングテーマ                 |
| 3月18日  | ストライクウィッチーズ Operation Victory Arrow vol.2 エーゲ海の女神 秘め歌コレクション               | シャーロット・E・イェーガー（小清水亜美） | 「Wild Wind」                                                 | OVA『ストライクウィッチーズ Operation Victory Arrow』関連曲                             |
| 4月29日  | 美少女戦士セーラームーンCrystal キャラクター音楽集 Crystal Collection                                | 木野まこと（小清水亜美） | 「cherry pie」                                                | Webアニメ『美少女戦士セーラームーンCrystal』関連曲                                      |
| 4月29日  | 美少女戦士セーラームーンCrystal キャラクター音楽集 Crystal Collection                                | 水野亜美（金元寿子）、木野まこと（小清水亜美） | 「真夜中secret talk」                                         | Webアニメ『美少女戦士セーラームーンCrystal』関連曲                                      |
| 4月29日  | 美少女戦士セーラームーンCrystal キャラクター音楽集 Crystal Collection                                | セーラームーン（三石琴乃）、セーラーマーキュリー（金元寿子）、セーラーマーズ（佐藤利奈）、セーラージュピター（小清水亜美）、セーラーヴィーナス（伊藤静） | 「革命はナイト&デイ」                                         | Webアニメ『美少女戦士セーラームーンCrystal』関連曲                                      |
| 2016年   | | |                                                               |                                                                                         |
| 5月1日   | ストライクウィッチーズ 秘め歌コンプリートBOX STRIKE WITCHES                                          | 宮藤芳佳（福圓美里）、坂本美緒（世戸さおり）、リネット・ビショップ（名塚佳織）、ペリーヌ・クロステルマン（沢城みゆき）、ミーナ・ディートリンデ・ヴィルケ（田中理恵）、ゲルトルート・バルクホルン（園崎未恵）、エーリカ・ハルトマン（野川さくら）、フランチェスカ・ルッキーニ（斎藤千和）、シャーロット・E・イェーガー（小清水亜美）、サーニャ・V・リトヴャク（門脇舞以）、エイラ・イルマタル・ユーティライネン（大橋歩夕） | 「Going up」                                                  | 『ストライクウィッチーズ』関連曲                                                        |
| 5月1日   | ストライクウィッチーズ 秘め歌コンプリートBOX STRIKE WITCHES                                          | シャーロット・E・イェーガー（小清水亜美） | 「Going up」                                                  | 『ストライクウィッチーズ』関連曲                                                        |
| 9月28日  | TVアニメーション「マクロスΔ」オリジナルサウンドトラック2                                             | 美雲ΔJUNNA、美雲Δ小清水亜美 | 「ルーチェット・アルカーン〜星の歌〜」                        | テレビアニメ『マクロスΔ』挿入歌                                                         |
| 2018年   | | |                                                               |                                                                                         |
| 7月25日  | プリンセスコネクト！Re:Dive PRICONNE CHARACTER SONG 04                                               | ハツネ（大橋彩香）、シオリ（小清水亜美） | 「Smiley Contrast」                                           | ゲーム『プリンセスコネクト！Re:Dive』挿入歌                                             |
| 12月5日  | ワールドウィッチーズシリーズ10周年記念 秘め歌コレクション特別盤 Vol.1 ロマーニャメンバー篇           | シャーロット・E・イェーガー（小清水亜美） with フランチェスカ・ルッキーニ（斎藤千和） | 「Fly up so high」                                            | 『ワールドウィッチーズ』関連曲                                                          |
| 12月5日  | ワールドウィッチーズシリーズ10周年記念 秘め歌コレクション特別盤 Vol.1 ロマーニャメンバー篇           | フランチェスカ・ルッキーニ（斎藤千和） with シャーロット・E・イェーガー（小清水亜美） | 「Fly up so high」                                            | 『ワールドウィッチーズ』関連曲                                                          |
| 12月5日  | ワールドウィッチーズシリーズ10周年記念 秘め歌コレクション特別盤 Vol.1 ロマーニャメンバー篇           | シャーロット・E・イェーガー（小清水亜美） | 「Rock ON!!」                                                 | 『ワールドウィッチーズ』関連曲                                                          |
| 2019年   | | |                                                               |                                                                                         |
| 6月5日   | 膨らみかけたChoux Pastry/Evening Primrose                                                            | 雪城若菜（小清水亜美） | 「Evening Primrose」                                          | ゲーム『オルタナティブガールズ』関連曲                                                  |
| 6月26日  | ストライクウィッチーズ 501部隊発進しますっ！ エンディング・テーマ・コレクション                      | シャーロット・E・イェーガー（小清水亜美） | 「Treasure of life #6」                                       | テレビアニメ『ストライクウィッチーズ 501部隊発進しますっ！』エンディングテーマ          |
| 6月26日  | ストライクウィッチーズ 501部隊発進しますっ！ エンディング・テーマ・コレクション                      | 第501統合戦闘航空団 | 「Treasure of life #12」                                      | テレビアニメ『ストライクウィッチーズ 501部隊発進しますっ！』エンディングテーマ          |
| 10月2日  | ストライクウィッチーズ劇場版 501部隊発進しますっ！ ミュージック・コレクション                        | 第501統合戦闘航空団、服部静夏（内田彩） | 「Treasure of life」                                          | 劇場アニメ『ストライクウィッチーズ 劇場版 501部隊発進しますっ！』エンディングテーマ     |
| 10月2日  | ストライクウィッチーズ劇場版 501部隊発進しますっ！ ミュージック・コレクション                        | 第501統合戦闘航空団 | 「Fly up so high」                                            | 劇場アニメ『ストライクウィッチーズ 劇場版 501部隊発進しますっ！』関連曲                 |
| 2020年   | | |                                                               |                                                                                         |
| 5月27日  | プリンセスコネクト！Re:Dive PRICONNE CHARACTER SONG 15                                               | カスミ（水瀬いのり）、シオリ（小清水亜美） | 「木もれびモンタージュ」                                      | ゲーム『プリンセスコネクト！Re:Dive』挿入歌                                             |
| 10月22日 | Wonderful Future                                                                                     | 大帝國華撃団B.L.A.C.K. | 「Wonderful Future」                                          | ゲーム『サクラ革命 〜華咲く乙女たち〜』関連曲                                           |
| 11月27日 | やはりこのキャラソンはまちがっている。完                                                             | 川崎沙希（小清水亜美） | 「Made in Myself」                                            | テレビアニメ『やはり俺の青春ラブコメはまちがっている。完』関連曲                        |
| 12月9日  | ストライクウィッチーズ 第501統合戦闘航空団歌唱集-シャーロット・E・イェーガー大尉-                    | シャーロット・E・イェーガー（小清水亜美） | 「Glorious Flag」 「Over Sky」                                | テレビアニメ『ストライクウィッチーズ ROAD to BERLIN』関連曲                             |
| 12月9日  | ストライクウィッチーズ 第501統合戦闘航空団歌唱集-シャーロット・E・イェーガー大尉-                    | シャーロット・E・イェーガー（小清水亜美） | 「君の翼に憧れて」                                            | テレビアニメ『ストライクウィッチーズ ROAD to BERLIN』エンディングテーマ                 |
| 12月31日 | アズールレーンキャラクターソング Vol.03 A&B セット                                                   | 扶桑&山城（小清水亜美） | 「為セバ成ル」                                                | ゲーム『アズールレーン』関連曲                                                          |
| 2021年   | | |                                                               |                                                                                         |
| 1月13日  | 月色Chainon                                                                                          | ももいろクローバーZ with セーラー5戦士 | 「月色Chainon」                                               | 劇場アニメ『劇場版 美少女戦士セーラームーンEternal』主題歌                              |
| 2月10日  | 劇場版「美少女戦士セーラームーンEternal」 キャラクターソング集 Eternal Collection                    | スーパーセーラージュピター（小清水亜美） | 「Don't Look Back」                                           | 劇場アニメ『劇場版 美少女戦士セーラームーンEternal』関連曲                              |
| 2月10日  | 劇場版「美少女戦士セーラームーンEternal」 キャラクターソング集 Eternal Collection                    | エターナルセーラームーン（三石琴乃）、エターナルセーラーちびムーン（福圓美里）、エターナルセーラーマーキュリー（金元寿子）、エターナルセーラーマーズ（佐藤利奈）、エターナルセーラージュピター（小清水亜美）、エターナルセーラーヴィーナス（伊藤静）、エターナルセーラーウラヌス（皆川純子）、エターナルセーラーネプチューン（大原さやか）、エターナルセーラープルート（前田愛）、エターナルセーラーサターン（藤井ゆきよ） | 「Moon Effect」                                               | 劇場アニメ『劇場版 美少女戦士セーラームーンEternal』関連曲                              |
| 3月31日  | ワールドウィッチーズ発進しますっ！ 第501統合戦闘航空団発進しますっ！                                 | シャーロット・E・イェーガー（小清水亜美）、フランチェスカ・ルッキーニ（斎藤千和） | 「カラフルエブリデイ」                                        | テレビアニメ『ワールドウィッチーズ発進しますっ！』エンディングテーマ                    |
| 3月31日  | ワールドウィッチーズ発進しますっ！ 第501統合戦闘航空団発進しますっ！                                 | 第501統合戦闘航空団 | 「カラフルエブリデイ」                                        | テレビアニメ『ワールドウィッチーズ発進しますっ！』エンディングテーマ                    |
| 2023年   | | |                                                               |                                                                                         |
| 1月25日  | リコリス・リコイル BD / DVD第5巻特典CD                                                               | 中原ミズキ（小清水亜美） | 「CAN YOU CELEBRATE?」                                        | テレビアニメ『リコリス・リコイル』関連曲                                                |
| 1月25日  | リコリス・リコイル BD / DVD第5巻特典CD                                                               | 錦木千束（安済知佳）、井ノ上たきな（若山詩音）、中原ミズキ（小清水亜美）、クルミ（久野美咲）、ミカ（さかき孝輔） | 「学園天国」                                                  | テレビアニメ『リコリス・リコイル』関連曲                                                |
| 5月31日  | プリンセスコネクト！Re:Dive PRICONNE CHARACTER SONG 33                                               | シオリ（小清水亜美） | 「私色STORY」                                                 | ゲーム『プリンセスコネクト！Re:Dive』挿入歌                                             |
| 6月30日  | 劇場版「美少女戦士セーラームーンCosmos」テーマソング・コレクション                                   | セーラー5戦士 | 「ムーンライト伝説」                                          | 劇場アニメ『美少女戦士セーラームーンCosmos』関連曲                                      |
| 6月30日  | 劇場版「美少女戦士セーラームーンCosmos」テーマソング・コレクション                                   | 月野うさぎ（三石琴乃）、地場衛（野島健児）、ちびうさ（福圓美里）、水野亜美（金元寿子）、火野レイ（佐藤利奈）、木野まこと（小清水亜美）、愛野美奈子（伊藤 静）、天王はるか（皆川純子）、海王みちる（大原さやか）、冥王せつな（前田 愛）、土萠ほたる（藤井ゆきよ） | 「Happy Marriage Song」                                       | 劇場アニメ『美少女戦士セーラームーンCosmos』関連曲                                      |

### その他参加作品
| 発売日        | 商品名                                  | 歌         | 楽曲             | 備考                                             |
| ------------- | --------------------------------------- | ---------- | ---------------- | ------------------------------------------------ |
| 2003年5月21日 | けせら・せら                            | 小清水亜美 | 「けせら・せら」 | テレビアニメ『明日のナージャ』エンディングテーマ |
| 2003年5月21日 | けせら・せら                            | 小清水亜美 | 「etoile -星-」  | テレビアニメ『明日のナージャ』関連曲             |
| 2009年11月4日 | OVA AIKa ZERO ORIGINAL ALBUM FLYING KID | 小清水亜美 | 「FLYING KID」   | OVA『AIKa ZERO』オープニングテーマ               |
| 2009年11月4日 | OVA AIKa ZERO ORIGINAL ALBUM FLYING KID | 小清水亜美 | 「Dream Hunter」 | OVA『AIKa ZERO』エンディングテーマ               |

## ライブ

### 合同ライブ
| 出演日         | タイトル                                | 会場           |
| -------------- | --------------------------------------- | -------------- |
| 2012年10月28日 | 咲-Saki-フェス 四角い宇宙でSquarePanic! | 中野サンプラザ |
| 2024年1月21日  | 全プリキュア 20th Anniversary LIVE!     | 横浜アリーナ   |

## 連載
- 小清水亜美の思いついたら吉日（月刊Newtype 2007年4月号 - 2008年3月号）
- 小清水いっきま〜す♥（Voice Newtype）